# Чувашский язык
Чува́шский язы́к (чув. чӑваш чӗлхи, чӑвашла) — национальный язык чувашей и один из двух государственных языков Чувашской Республики. Относится к булгарской (огурской) группе тюркских языков, являясь её последним живым представителем.
Число владеющих чувашским языком в России составляет 700 тыс. человек, по данным всероссийской переписи 2020 года.
К отличительным особенностям чувашского языка от других тюркских относятся, в частности, замена фонем «з» и «ш» в общетюркских словах на «р» и «л», что связано с булгарским ротацизмом и ламбдаизмом.
Чувашский язык преподаётся как школьная дисциплина в школах Чувашской Республики, некоторых районов Татарстана и Башкортостана, преподаётся как предмет в высших учебных заведениях. В Чувашской Республике на чувашском языке выходят региональные радио и телепрограммы, издаются периодические издания. Газеты некоторых районов Башкортостана и Татарстана также издаются на чувашском языке.

## Лингвогеография

### Ареал и численность
Чувашский язык распространён в Чувашии и среди чувашских общин в Татарстане, Башкортостане, Ульяновской, Самарской, Тюменской, Пензенской, Оренбургской и Саратовской областях, а также в некоторых других областях, краях и республиках Поволжья, Урала и Сибири.
Число владеющих чувашским языком в России — около 700 тыс. человек по данным всероссийской переписи 2020—2021 годов.

### Диалекты
Лингвистический ландшафт чувашского языка довольно однороден, различия между диалектами незначительны. В настоящее время различия между диалектами ещё больше нивелируются.
Исследователями выделяются три основных диалекта:
- верховой диалект («окающий») — выше по течению Суры;
- средний диалект (смешанный, переходный);
- низовой диалект («укающий») — ниже по течению Суры.

В качестве занимающего обособленное положение обозначают малокарачинский диалект.
Отсутствие резких различий между диалектами оказалось благоприятствующим фактором при создании новой чувашской письменности и выработке норм письменного языка. При выработке лексических и грамматических норм чувашского литературного языка отдавалось предпочтение тем средствам, которые, благодаря своему отражению в традиционных фольклорных жанрах, стали общенародным достоянием.
Во всех установленных на сегодняшний день диалектах имеются и свои поддиалекты, имеющие свои исключительные черты и особенности, тем самым они делятся ещё на более мелкие диалектные формы.
Отличительные особенности и ареал диалектов
| Диалект  | Фонетические особенности | Морфологические особенности | Ареал                                                                                             |
| -------- | --- | --- | ------------------------------------------------------------------------------------------------- |
| Верховой | Употребление в начальных слогах слов верхового диалекта звука [о] взамен литературного [u]: [o’ram] — [u’ram] «улица» В верховом диалекте (в большинство подговоров) имеет место выпадение звука -й- перед сонорными -л-, -н-, -р- и смычным -т-, которое в свою очередь, влечёт за собой палатализацию указанных согласных: мар’а — майра «женщина», сул’л’а — суйла «выбирай» | В верховом диалекте имеются сингармоничные варианты аффикса множественного числа -сам/-сем, а в низовом только -сем: лашасам, лашасем «лошади», чечексем, чечексем «цветы» | Сундырский, Моргаушский, Ядринский, Красночетайский, Чебоксарский, Вурнарский, Аликовский районы. |
| Средний  | Существование в среднем и верховом диалектах огубленных звуков [o̞] и [ɞ] вместо неогубленных [ə] и [ɘ] низового диалекта (лит.). | По грамматике и лексике перекликается с низовым, но имеет своебразие. | Малоцивильский, Урмарский, Цивильский, Марпосадский районы.                                       |
| Низовой  | Является литературным языком, однако в зависимости от местности может иметь свои исключительные черты и особенности. | | Буинский, Симбирский, Нурлатский районы.                                                          |

Синтаксические отличия:
- В верховом диалекте деепричастие на -са (-се) выполняет функцию простого сказуемого, что не допускается в среднем и низовом диалектах:
  - в русском: «Я написал»;
  - в верховом: Эп ҫырса;
  - в низовом: Эпӗ ҫыртӑм.
- В верховом диалекте употребляются аналитические конструкции, вместо низового синтетического:
  - в русском: «Идите обедать», «Написано в газете»;
  - в верховом: Апат ҫима килӗр, Хаҫат ҫинче ҫырнӑ;
  - в низовом: Апата килӗр, Хаҫатра ҫырнӑ.

Лексические отличия:
- В русском: «Мы, Вы»;
- В верховом: Эпӗр, Эсӗр;
- В низовом: Эпир, Эсир.

Имеются и сильно отличающиеся слова:
- В русском: «дедушка (по отцу), бабушка (по отцу), сосед, гром, поднимись, воробей, кладбище, кадка, окно, мяч»;
- В верховом: маҫак, мамак, поскил, мӑнаҫи, хӑпар, сала кайӑк, ҫӑва, катка, кантӑк, пӧске;
- В низовом: асатте, асанне, кӳршӗ, аслати, улух, ҫерҫи, масар, стайкка, чӳрече, тупӑ.

## Социолингвистические сведения
В Чувашской Республике законы официально издаются на чувашском и русском языках.
Чувашский язык преподаётся как школьная дисциплина в школах Чувашской Республики, некоторых районов Башкортостана и Татарстана, преподаётся как предмет в вузах. В Чувашской Республике на чувашском языке выходят региональные радио и телепрограммы, издаются периодические издания. Газеты некоторых районов Башкортостана и Татарстана также издаются на чувашском языке.
В условиях стремительного языкового сдвига необходим комплекс разносторонних мер по возрождению чувашского языка, которые подразумевают значительные усилия со стороны и государства, и общества.

### Стандартизация
Современный чувашский литературный язык существует на основе низового диалекта чувашского языка.

## Вопросы классификации
Среди родственных чувашскому тюркских языков он занимает обособленное положение: несмотря на общность структуры и лексического ядра, взаимопонимание между говорящими на чувашском языке и носителями других тюркских не достигается.
Некоторые фонетические особенности чувашского языка — в частности, так называемые ротацизм и ламбдаизм, то есть произношение [р] и [л], вместо общетюркских [з] и [ш] (например, кӗр — күз (слово «осень» на чувашском и казахском языках соответственно}; кӗмӗл — көмеш (слово «серебро» на чувашском и татарском), тенденция к открытости конечного слога,— восходят к глубокой древности, к периоду существования единого пратюркского языка с его диалектами. Ещё одной отличительностью тюркских языков от чувашского является йотацизм, когда звук [ɕ], передаваемый в чувашском языке буквой ҫ, в остальных тюркских языках заменяется звуком [j]: ҫӑмарта — йумурта (азерб. yumurta), ҫӗлен — йылан (тур. yılan), ҫӑмӑр — йагмур (тур. yağmur). Отмечается также замещение некоторых гласных в начале аналогичных слов других тюркских языков их сочетанием со звуком [v] спереди; это явление на примере слов со значением «огонь»: якут. uot, тур. ot, а в чувашском языке лексема имеет форму вут (vut).
Среди грамматических особенностей — наличие особого суффикса множественного числа -сем вместо имеющегося во всех тюркских языках -лар (с фонетическими вариантами): утсем — атлар («кони»), йывӑҫсем — ағаштар («деревья»); а также особые формы некоторых времён глагола, падежей, основы указательных местоимений, не совпадающие с общетюркскими. В языковом отношении чувашей считают единственными живыми потомками огуров, то есть носителями «r-языка».
Многое из того, что отличает чувашский язык от древних тюркских, несомненно представляет собой результат последующего развития, которое, в силу его периферийного положения по отношению к остальным тюркским языкам, проходило в условиях длительного взаимодействия с языками других языковых семей — монгольскими, иранскими, финно-угорскими, славянскими.
Советский и американский лингвист Н. Н. Поппе, проведя анализ теорий происхождения чувашского языка, доказывает несостоятельность теории существования его финно-угорских корней, отвергает попытки причислить чувашский язык к иным языковым группам и приходит к выводу:

<…> Чувашский язык отделился от общего языка-предка до распада тюркского языка и вот, поэтому-то его и можно, с некоторыми оговорками, считать промежуточным звеном между тюркскими языками и монгольским, который обособился ещё задолго до этого…— Поппе Н. Н. О родственных отношениях чувашского и тюрко-татарских языков
В условиях широко распространённого чувашско-русского двуязычия новые русские заимствования входят в лексику чувашского языка, сохраняя русский фонетический облик.

### Сравнение с другими тюркскими языками
В VIII—X веках в Центральной Азии для записей на тюркских языках применялось древнетюркское письмо (орхоно-енисейская руническая письменность). Тюркские эпитафии VII—IX н. э. оставлены носителями различных диалектов.
- Часто в чувашском языке тюркские звуки -j- (огузы), -d-(уйгуры), -z-(кыпчаки) заменяется на -r-, пример:
  - Русские слова: «нога, класть»
  - j-язык (огузы, кыпчаки): ajaq, qoj-
  - d-язык (уйгуры): adaq, qod-
  - z-язык (кыпчаки): azaq, qoz-
  - r-язык (булгары): urah, hor-[25]
- Часто в чувашском языке тюркский звук -q- заменяется на -h-, пример:
  - Русские слова: «черный, гусь, девочка»
  - огузы, кыпчаки: qara, qaz, qyz
  - чуваши: hura, hur, hӗr[25]
- Тюркский звук (огузы) -й- и (кыпчаки) -ж- заменяется на чувашское -ҫ-, пример:
  - Русские слова: «яйцо, змея, дождь, дом, земля»
  - огузы: йумурта, йылан, йагмур, йорт, йез (тур., азерб., тат.)
  - кыпчаки: жумуртка, жылан, жамгыр, жорт, жер (киргиз., казах.)
  - чуваши: ҫӑмарта, ҫӗлен, ҫумӑр, ҫурт, ҫӗр[25]
- Тюркский звук -ш- заменяется на чувашское -л-, пример:
  - Русские слова: «зима, серебро»
  - огузы, кыпчаки: кыш, кемеш
  - чуваши: хӗл, кӗмӗл
- В области гласных имеются следующие соответствия: общетюркскому -а- в первом слоге слова в чувашском соответствуют -у-.
  - Русские слова: «конь, монета, голова, шаг»
  - огузы, кыпчаки: ат, акча, баш, адым
  - чуваши: ут, укҫа, пуҫ, утӑм[25]
  - В новое время в чувашском [а] остаётся, татарское капка ~ чувашскому хапха («ворота»), когда должно быть хупха — от корня хуп «закрыть».
- В области гласных Г. Ф. Миллер наблюдает и другой пример, когда -а- или -о- заменяется на -ву- или -ва-.
  - Русские слова: «огонь, десять, лес, русский, он, тридцать»
  - огузы, кыпчаки: ут, ун, урман, урус, ул, утыз
  - чуваши: вут, вун, вӑрман, вырӑс, вӑл, вӑтӑр
- Фрикативному -г- в отдельных словах в чувашском соответствует -в-
  - Русские слова: «родной, гора»
  - огузы: туган, даг
  - чуваши: тӑван, тув

## История
Доктор филологических наук Б. А. Серебренников указывает на лексические параллели чувашского и монгольских языков, чувашского и тунгусо-маньчжурских языков, на значительное количество слов, сближающих чувашский язык с языками сибирских и среднеазиатских тюркских народов. Он полагает, что в ходе исторического процесса тюркоязычная общность в нижнем течении Волги распалась на два языка — булгарский и хазарский, и указывает на тесную связь булгарского и чувашского языков. Вместе с тем немногочисленные сохранившиеся в надписях булгарские слова обнаруживают такие особенности, которые встречаются только в чувашском языке и совершенно не свойственны другим тюркским языкам.
Доктор филологических наук М. Р. Федотов считает верным вывод о том, что «чувашский язык представляет собой прямое продолжение булгарского языка или же тот и другой являются близкими диалектами одного, более древнего, прабулгарского языка», и предполагает, что сохранившиеся в нём тунгусо-маньчжурские и монгольские черты проникли в него в I—II вв. Имеющиеся факты дают основание рассматривать чувашский язык как особый язык алтайской семьи:176—177.
Значительное отличие чувашского языка (и в меньшей степени халаджского) от других тюркских языков отмечает итальянский историк и филолог Игор де Ракевиц. Чувашский язык не разделяет некоторые из общих характеристик тюркских языков до такой степени, отмечает Игор де Ракевиц, что некоторые учёные, поддерживающие алтайскую гипотезу, считают его независимым членом алтайской семьи, как тюркские или монгольские языки, а объединение чувашского с тюркскими языками было компромиссным решением в целях классификации.
Доктор филологических наук Н. И. Егоров выделяет три основных компонента в глоттогенезе чувашского языка, сложившегося в XV веке на основе диалектов среднебулгарского языка:
- среднебулгарский язык-основа;
- горномарийский субстрат (главным образом в верховом диалекте);
- сильное контактное воздействие со стороны казанско-татарского и мишарского языков, проявляющееся в разной степени на всех строевых уровнях чувашского языка.

Обследование двух наборов стословников и установление относительной хронологии генеалогических древ тюркских языков на основе лексико-статистических данных, проведённое А. В. Дыбо, показали, что начало распада пратюркского языка связано с отделением чувашского от других языков, обычно определяемое как отделение булгарской группы. На обоих генеалогических древах соответствующий первый узел датируется примерно 30—0 годами до н. э. Эту дату исследовательница связывает с миграцией части хунну из Западной Монголии на запад, через северный Синьцзян в Южный Казахстан, на Сыр-Дарью в 56 году до н. э.
Чувашский язык восходит к древнебулгарскому (IV—XI вв.) и среднебулгарскому (XIII—XVI вв.) языкам.

### Древнебулгарский язык
Древнебулгарский язык — язык древних болгар (булгар) VII—XIII вв., то есть до нашествия монголов. Относится к булгарской (огурской) группе тюркских языков. В IX—XI вв. среднее и нижнее течение Волги были заняты болгарами и хазарами, говорившими на одном и том же языке, непонятном ни для турок, ни для финнов; по всей вероятности, имеется в виду язык, сохранившийся теперь только у чувашей. В. Ф. Минорский полагал, что язык основной группы хазар представлен старобулгарскими надписями и современным чувашским языком. В домонгольский период Волжской Булгарии по всей Средней и Нижней Волге можно было сносно объясняться на языке предков чувашей.
Академик Куник А. А. писал в 1878 г., что в чувашах обнаруживается остаток одной группы старо-тюрок, одна из тюркских отраслей, к которой принадлежали и жители Волжской Булгарии в среднем Поволжье, а при помощи чувашского языка и при пособии собственных и топографических названий, встречающихся в земле чувашей, учёные внесут свет в изучение древнетюркского элемента, замечаемого у хагано-болгар на Дунае, у чёрных болгар на Кубани, у хазар и других незначительных тюркских племён, известных почти только по одним русским летописям.

### Среднебулгарский язык
Среднебулгарский язык — язык болгар (булгар), суваров, других жителей Булгарского улуса Золотой Орды с XIII—XIV вв. и вплоть до XVI века, когда в исторических анналах впервые упоминается этноним чуваши. Впервые был открыт в 1860-х годах, когда лектор восточного факультета Петербургского университета Хусейн Фейзханов обнаружил чувашские элементы в надгробиях булгар. Разбирая намогильные надписи, оставшиеся от древних волжско-камских булгар, он немало был изумлён сходством булгарских слов с нынешними чувашскими словами. Например: булг. хир — чув. хӗр (девушка, дочь), айх — уйӑх (месяц), джял — ҫул (год), джюр — ҫӗр (сто), джиати — ҫиччӗ (семь), сакр — саккӑр (восемь) и т. д. Н. И. Ашмарин, изучая многочисленные надгробные надписи, выполненные на арабском на камнях, обнаруженных по Волге и Каме, на большом лингвистическом материале установил тесную связь чувашского языка с языком древних булгар.
В намогильных памятниках XIII—XIV вв. отражены два диалекта (стиля): тюркский р-язык (хир — «девушка, дочь» тохур — «девять») и тюркский з-язык (кыз — «девушка, дочь», токуз — «девять»). Такое разделение было свойственно уже языку древних болгар и, видимо, эти же племена участвовали в формировании народности волжских булгар.
Особый интерес представляет специфичный только для чувашского языка показатель множественного числа -sam в тексте надгробия из г. Булгара, датируемого 1308 годом. Тюркская часть надписи этого памятника целиком выполнена на r-языке. Те же слова, которые на чистопольском памятнике оформлены общетюркским аффиксом множественного числа -lar/-lar, на булгарском памятнике оформлены специфически булгаро-чувашским показателем плюралиса -sam, а некоторые слова являются неоценимыми материалами с точной датировкой для истории чувашского языка. Это особенно касается показателя множественного числа -sam.
| Транскрипция                        | Перевод                                                       | Плюралис -sam/sem    | Вхождения в современный чувашский языке                                        |
| ----------------------------------- | ------------------------------------------------------------- | -------------------- | ------------------------------------------------------------------------------ |
| 1) Ăl-hökmü li-l-lahi!              | 1) Суд Аллаха!                                                |                      |                                                                                |
| 2) Huwä-l-häjji-l-läzi lä jamutu,   | 2) Он живой, который не умирает,                              |                      |                                                                                |
| 3) wa küllü häjjin siwahu säjamutu! | 3) а всё живущее, кроме него, умрёт!                          |                      |                                                                                |
| 4) 'ulamasamna säwän mäsǯidsämnä    | 4) любившего учёных, мечети                                   | 'ulamasam, mäsǯidsäm | саван (любящий) миҫӗтсене (винительный падеж множественного числа от «мечеть») |
| 5) 'amarat tonan ükil χajratlu      | 5) воздвигавшего, обладателя многих добродетелей,             |                      | тунӑ (делал)                                                                   |
| 6) älüwi bäräkätlü mun suwar jäli   | 6) щедрого (букв. «с изобильными руками»), селения мун сувар… |                      | алли перекетлӗ мӑн Сӑвар ялӗ                                                   |
| 7) …'ali χuwaǯa owlï äträǯ          | 7) … али-хуваджи сына, Этредж                                 |                      | али хуҫан (хозяина) ывӑлӗ (сын)                                                |
| 8) χuwaǯa owlï abubäkür χuwaǯa      | 8) хуваджи, (его) сына Абубекюр-хуваджи, (его)                |                      | хуҫа ывӑлӗ Апупакюр хуҫа                                                       |
| 9) owlï olïp χuwaǯa bälükü kü       | 9) сына Олып-хуваджи надмогильный памятник это                |                      | ывӑлӗ Улып хуҫа палӑкӗ ку.                                                     |
| 10) tonjaran küwäǯrüwi tariχa ǯijä- | 10) Из мира перешёл: по летосчислению семь-                   |                      | тӗнчерен (из мира) куҫрӗ (перешёл, переселился)                                |
| 11) -ti ǯür säkir ǯol ǯumada alu-   | 11) -сот восьмом году джумада-аль-ула                         |                      | ҫичӗ ҫӗр (семьсот) сакӑр (восемь) ҫул (лет)                                    |
| 12)-la ojχi ǯjirim äkiši küwän äti  | 12) месяца в двадцать второй день было                        |                      | уйӑхӗ (месяца) ҫирӗм (двадцать) иккӗмӗш (второй) кун (день) -ччӗ (был)         |

Судя по сохранившимся эпитафиям на надгробных камнях 2-го стиля (r-язык), появившихся после монгольского нашествия, r-язык наиболее близок к современному чувашскому языку, с которым его объединяет ряд фонетических и морфологических особенностей: соответствие «р» и «л» общетюркским «з» и «ш», наличие двух форм порядковых числительных, использование причастных форм на -мыш/-миш (вместо формы на -ан, -эн/-ган, -гэн) и форм на -сун/-сн (вместо форм на -ик/-у/-к). Булгарские заимствования обнаруживаются в лексике марийского, удмуртского, венгерского, болгарского, русского и других языков. Учёные, отрицающие родство современного чувашского языка с языком булгарских эпитафий XIII—XIV вв., не раз осуществляли попытки расшифровать их, не прибегая к чувашскому языку, но эти попытки показали, что без учёта отличительных особенностей чувашского языка от тюркских, сущность этих эпитафий волжских булгар XIII—XIV вв. выявить нельзя.
В. К. Магницкий, сличив алфавит этнических имён чувашей с «азбучным указателем населённых мест Казанской губернии», приложенном к изданному в 1866 году Центральным статистическим комитетом «Списку населённых мест Казанской губернии», насчитал по этому указателю и другим источникам до семисот селений, не считая многих уездных и некоторых губернских городов, названия которых происходят и объясняются от старинных этнических имён булгар (чувашей), что является ещё одним веским доказательством их испокон веков массового проживания на данной территории.
Таким образом, язык современных чувашей, очевидно, развился из волжско-булгарского r-языка древних булгаров.

### Современный чувашский язык
Современный литературный чувашский (новобулгарский) язык сформировался на основе низового диалекта, начиная с 1870-х годов. До этого периода в ходу был старолитературный язык на основе верхового диалекта.
До создания новой письменности (1871—1872 гг.) чувашский язык обслуживал лишь сферу устного общения и различные виды народного творчества. С появлением письменности границы применения существенно расширились. В становлении литературного языка большую роль сыграла деятельность И. Я. Яковлева и возглавляемой им Симбирской чувашской учительской школы (конец XIX века).
С образованием Чувашской автономной области в 1920 году сферы функционирования значительно расширились. В пределах Чувашской АССР в 1920—1930-х годах чувашский язык становится одним из двух официальных языков (наряду с русским). Во всех регионах компактного проживания чувашей он становится языком школьного преподавания (до 8-го класса), на нём говорят в официальных учреждениях, ведётся делопроизводство, в широких масштабах осуществляется книгопечатание, чувашская речь звучит с театральных подмостков. Газеты и журналы на чувашском языке выходят в Чебоксарах, Казани, Уфе, Самаре, Симбирске, Москве.
Первым правила чувашской орфографии и пунктуации разработал Фёдор Тимофеев. Как как отдельные издания материалы правил были изданы в 1918, 1922, 1925 годах в Казани и Чебоксарах.
В начале 1930 гг. ставился вопрос о переводе чувашской графики на латиницу: «Вопрос латинизации чувашского алфавита обсуждался в особой комиссии и внесен на обсуждение ученого совета. Учёный совет после тщательного обсуждения вынес постановление о необходимости и целесообразности латинизации чувашского алфавита».
По данным переписи 1989 года, из всех чувашей, проживающих на территории бывшего СССР, почти четвёртая часть родным назвали не чувашский язык, в Чувашской АССР доля чувашей, не владеющих родным языком, составила около 15 %.
Чувашский язык в современности — один из крупнейших миноритарных языков России, однако численность носителей языка стремительно сокращается: за восемь лет между предпоследней и последней переписями населения, с 2002 по 2010 годы, она уменьшилась на четверть. ЮНЕСКО относит чувашский к числу языков, находящихся под угрозой исчезновения (endangered languages). В условиях стремительного языкового сдвига необходимы разносторонние меры для увеличения числа носителей чувашского языка, которые подразумевают значительные усилия со стороны и государства, и общества.

## Использование в наше время

### Наука и образование
Выступления на чувашском языке возможны на конференциях, посвящённых вопросам чувашеведения; тезисы на чувашском публикуются (в ограниченном количестве) в сборниках конференций. Согласно статье 18 Закона Чувашской Республики от 25 ноября 2003 года № 36 «О языках в Чувашской Республике» в республике осуществляется свободный выбор языка научных работ. При этом в сфере науки должны создаваться условия для расширения применения чувашского языка.

### Государственное и муниципальное администрирование
Чувашский язык, наряду с русским языком, является одним из государственных языков Чувашской Республики.
Граждане Российской Федерации вправе обращаться в государственные органы, учреждения, организации с предложениями, заявлениями, жалобами на государственных языках Чувашской Республики (в том числе — на чувашском) или на любом другом языке, которым они владеют. Ответы автору обращения по возможности даются на языке обращения. Тексты документов (бланков, штампов, штемпелей) и вывесок с наименованиями государственных органов, учреждений, организаций в Чувашской Республике оформляются на чувашском и русском языках. Документы, удостоверяющие личность гражданина, записи актов гражданского состояния, трудовые книжки, документы об образовании и другие документы наряду с русским языком оформляются и на чувашском языке в порядке, установленном законодательством.
Написание наименований географических объектов и оформление надписей, дорожных знаков и иных указателей, согласно законодательству республики, должно производиться на чувашском и русском языках. Согласно данным проекта Института языкознания РАН «Малые языки России», В Чувашской Республике существуют таблички с названиями улиц, населённых пунктов, рек на чувашском языке, но их использование носит непоследовательный характер.
По данным исследования, в 2015 году в Чебоксарах 71 % вывесок на внешней стороне официальных зданий были только на русском языке, 21 % — на русском и чувашском и 2 % — только на чувашском. Главные вывески в основном были только на русском языке, в то время как, согласно закону, небольшие таблички с официальным названием организации почти всегда были двуязычными. Таблички с названиями улиц в 60 % случаев были только на русском языке, несмотря на то, что по закону они должны быть двуязычными. В чувашских текстах часто встречаются языковые ошибки, например, в названиях улиц. В других обследованных городах Чувашии использование чувашии было реже, чем в столице, даже в случае Ядрина, без обязательного использования чувашского языка на уличных вывесках. Другое исследование, проводившееся в течение всего 2016 года в Чебоксарах, изучало использование языков на плакатах муниципалитета по случаю официальных праздников, спортивных мероприятий, кампаний по информированию населения и т. д. В конечном итоге, 94 % составили слова только на русском языке, 5 % — только или частичном на чувашском, остальные — частично на других языках (в основном на английском).

### Законотворчество и судопроизводство
Согласно Закону Чувашской Республики от 25 ноября 2003 года № 36 «О языках в Чувашской Республике» законы в субъекте должны публиковаться на чувашском и русском языках. Русский и чувашский языки используются при подготовке и проведении выборов в органы государственной власти Российской Федерации, в органы государственной власти Чувашской Республики, в органы местного самоуправления и референдумов.
Действия юридических и физических лиц, нарушающих законодательство Чувашской Республики о языках, влекут за собой ответственность и обжалуются в порядке, установленном законодательством Российской Федерации и законодательством Чувашской Республики.
О наличии переводов уголовного и административного кодексов РФ на чувашский язык сведений нет.

### Электронные коммуникации
Крупнейшим сайтом чувашской сферы Интернета является чувашский раздел Википедии. Основатель Википедии Джимми Уэйлс на ежегодной международной конференции «Фонда Викимедиа» Викимания 2009 на примере Чувашской Википедии показал значение Википедии для языков, находящихся на грани исчезновения.
Важным шагом в цифровизации чувашского языка стало создание в начале 2020 года сервиса «Яндекс.Переводчик». Для этого разработчикам пришлось собрать небольшой параллельный корпус из более 250 тысяч примеров фраз на чувашском и русском языках, обучить нейросеть. Работа велась под руководством главного редактора Чувашского народного сайта Николая Плотникова.

### Богослужение
Чувашский язык является языком богослужения в чувашской этнорелигии, а также используется в ходе церковной службы, написании церковной литературы и в религиозном образовании в Русской православной церкви. В Чебоксарах богослужения на чувашском языке проходят в Воскресенской церкви.

## Преподавание языка

### В Чувашской Республике
В стратегии развития образования в Чувашской Республике до 2040 года, утверждённой Указом Президента Чувашской Республики, от 21.03.2008 № 25 сказано: «В настоящее время в республике насчитывается 344 чувашских, 177 русских, 17 татарских национальных школ, в 4 общеобразовательных учреждениях учащиеся изучают мордовский язык. Существующая сеть позволяет удовлетворять запросы детей в получении качественного образования в условиях поликультурного пространства».
По данным Минобразования Чувашии, в 2009—2010 учебном году в республике было 65 % школ с чувашским, 3 % — с татарским, 31 % — только с русским, языками обучения. Чувашский язык как родной преподавался в 344 (325) чувашских школах и как государственный язык — во всех остальных 198. В 1-5 классах чувашских, татарских национальных школ обучение велось на родном языке. По данным Минобразования Чувашии в 2014/2015 учебном году в республике 9,5 % школьников учились на чувашском языке, 0,7 % — на татарском, 89,8 % — на русском. Нет чувашских школ в Алатыре, Шумерле и в Порецком районе.
До отмены национально-регионального компонента государственного стандарта общего образования в 2007 году преподавание родного (нерусского) языка в школах республики велось в рамках национально-регионального компонента. Хотя уровень знания чувашского языка выпускниками русскоязычных школ оставался при этом весьма низким, но, по словам прежнего министра образования Чувашской Республики Г. П. Черновой, сказанным ею в 2000 году, нет необходимости увеличивать количество часов преподавания чувашского языка в русскоязычных школах.
В Концепции национальной школы Чувашской Республики в современной системе обучения и воспитания, утверждённой Постановлением Кабинета Министров Чувашской Республики от 1 июня 2000 г. № 109 и утратившей силу постановлением Кабинета министров Чувашской республики от 29 июня 2011 г. № 263, дано следующее определение национальной школы: «Национальная школа — это общеобразовательное учреждение, находящееся на территории Чувашской Республики в местах компактного проживания представителей разных национальностей, реализующее образовательные программы, основанные на принципе включения обучающихся в родную этнокультурную среду и содержащие соответствующий национально-региональный компонент». Впоследствии данное определение было уточнено в Законе от 8 января 1993 г. «Об образовании» в ред. Закона от 18 октября 2004 г., где национальным образовательным учреждением считается учреждение, реализующее образовательные программы, основанные на принципе включения обучающихся в родную этнокультурную среду и национальные традиции (ст. 12.2). В последней редакции Закона ЧР «Об образовании» понятие «национальная школа» отсутствует.

#### Хронология
- 1936 — бюро обкома ВКП(б) 13 января 1936 года приняло решение о введении преподавания в 8—10 классах школ Чувашии всех дисциплин на русском языке.
- 1938 — Наркомат просвещения Чувашии, опираясь на постановление СНК СССР и ЦК ВКП(б) от 13 марта 1938 г. «Об обязательном изучении русского языка в школах национальных республик и областей», изменил учебные планы в сторону резкого усиления роли русского языка в процессе обучения. Был расширен объём информации и увеличено количество часов, отведённых на этот предмет. Согласно постановлению бюро обкома ВКП(б) и СНК ЧАССР от 9 апреля 1938 г. «Об обязательном изучении русского языка в чувашских, татарских и мордовских школах Чувашской АССР», с 1 сентября 1938 г. во всех школах республики было введено преподавание русского языка как предмета изучения со 2-го класса начальных школ[77].
- 1958 — принят Закон СССР от 24 декабря 1958 «Об укреплении связи школы с жизнью и о дальнейшем развитии системы народного образования в СССР». Родители учеников впервые получили право сами выбирать язык обучения для своих детей. В массовом порядке по просьбам родителей обучение во многих школах республики переводится с родного (нерусского) языка на русский.
- 1993 — принят Закон Чувашской Республики от 28 января 1993 года «Об образовании», в статье 6. п. 2 которого сказано: «Чувашская Республика обеспечивает создание условий для дошкольного, начального общего, основного общего образования на русском и чувашском языках, а в местах компактного проживания представителей иных национальностей — на их родном языке».
- 2005 — 11 ноября в Чебоксарах прошла первая конференция учителей чувашского языка и литературы, в работе которой приняли участие более 300 делегатов из Чувашской Республики, регионов Российской Федерации и ближнего зарубежья[78]. По результатам конференции было принято Заявление о языковой ситуации в Чувашской Республике, в котором, в частности, утверждается, что сложившаяся в Чувашской Республике языковая практика противоречит действующему законодательству[79].
- 2007 — принят Федеральный закон от 1 декабря 2007 года № 309-ФЗ «О внесении изменений в отдельные законодательные акты РФ в части изменения понятия и структуры государственного образовательного стандарта», в соответствии с которым происходит замена действующего института государственных образовательных стандартов (включающих в себя федеральный и региональный (национально-региональный) компоненты, а также компонент образовательного учреждения), на институт «федеральный государственный образовательный стандарт»[80]. Федеральные государственные образовательные стандарты утверждаются не реже одного раза в десять лет и включают в себя требования к структуре основных образовательных программ, условиям их реализации, а также результатам освоения основных образовательных программ.
- 2010 — 20 февраля в городе Чебоксары Чувашской Республики по инициативе руководителя Чувашского гражданского конгресса Н. Е. Лукианова состоялся Форум представителей общественных организаций по вопросам сохранения и развития родных языков коренных народов Российской Федерации, приуроченный к Международному дню родного языка. На форуме обсуждались последствия принятия Федерального закона от 1 декабря 2007 года № 309-ФЗ «О внесении изменений в отдельные законодательные акты РФ в части изменения понятия и структуры государственного образовательного стандарта», исключившего национально-региональный компонент из государственного стандарта образования. Участники форума приняли обращение представителей народов России к руководству ООН, Евросоюза, ОБСЕ, мировым СМИ, к Президенту, парламенту и Правительству Российской Федерации. Также была принята резолюция «О восстановлении конституционных прав народов Российской Федерации на сохранение родных языков, создание условий для их изучения и развития»[81][82].
- 2010 — на базе МБОУ СОШ № 10 в городе Чебоксары начала действовать экспериментальная площадка «Развивающее обучение через интенсивное преподавание чувашского языка в начальной школе». 1 апреля был начат приём учеников в один 1-й класс с обучением на 2 языках: русском и чувашском. Преподавание ряда предметов на чувашском языке вводится пошагово с использованием методики, позволяющей обучать детей вне зависимости от начального владения чувашским языком[83].
- 2012 — Кабинет Министров Чувашской Республики принял Постановление от 13.09.2012 № 390 «О Республиканской целевой программе по реализации Закона Чувашской Республики „О языках в Чувашской Республике“ на 2013—2020 годы»[84][85][86].

В 2017 году общество «Ирӗклӗх» предложили руководителям Чувашской Республики Михаилу Игнатьеву, Ивану Моторину, Владимиру Филимонову провести мониторинг знания чувашского языка среди государственных и муниципальных служащих. Обращение также было направлено и в адрес Госсовета республики.
В 2020 году в Чувашской Республике была принята государственная программа по сохранению, изучению и развитию чувашского языка. Сегодня активно внедряются в жизнь уроки в школах, специализированные классы, лингвистические клубы, методические сессии и литературные вечера. С 2021 года школы Чувашской Республики получили новые учебные пособия для первого класса, которые основаны на принципах формирования навыка общения на чувашском языке. Планируется проведение аналогичной работы для всех классов начальной школы, а также для детских садов.
По данным Минобразования Чувашии, если в 2017—2018 учебному году обучение чувашскому языку велось для 84 % школьников, то на 2021 год в качестве родного чувашский язык изучают всего около 48,2 % школьников Чувашской Республики (68 тыс. чел.).

### За пределами Чувашской Республики
Половина чувашей проживает за пределами Чувашской Республики. Во второй половине XIX — начале XX вв. было открыто несколько учебных заведений, готовивших учителей начальных школ и учителей-предметников для школ с чувашским языком обучения, находящихся за пределами Чувашской Республики. Они были ликвидированы к 1956 году за исключением чувашского отделения Белебеевского педагогического училища, просуществовавшего чуть дольше.
28 октября 1868 года в городе Симбирск была открыта Симбирская чувашская учительская школа. В 1917 году преобразована в Симбирскую чувашскую учительскую семинарию. В 1920 г. преобразована в Чувашский институт народного образования. В 1923 году преобразована в Ульяновское чувашское педагогическое училище им. И. Я. Яковлева, которое было ликвидировано в 1956 году в связи с переводом обучения в национальных школах на русский язык.
В 1874 при Казанской учительской семинарии Н. И. Ильминским было открыто Казанское чувашское начальное училище и являлось базовой школой для прохождения педагогической практики учащихся семинарии. Многие его выпускники поступали в учительскую семинарию. Училище закрылось весной 1918 в связи с упразднением учительской семинарии.
В сентябре 1917 года в Тетюшах была открыта Тетюшская чувашская учительская семинария, готовившая учителей начальных классов для чувашских школ. В 1921 году она преобразована в педагогический техникум. К середине 1920-х годов чувашское отделение было закрыто.
Осенью 1918 года в селе Сунчелеево была открыта учительская семинария для подготовки учителей для чувашских школ, преобразованная осенью 1921 г. в Сунчелеевский чувашский педагогический техникум, закрытый в октябре 1922 года
В октябре 1921 на базе организованных в ноябре 1919 чувашских педагогических курсов был открыт Казанский чувашский педагогический техникум, имевший до 1923 года филиал в селе Сунчелеево Чистопольского уезда. В 1930 техникум объединён с татарским и русским педагогическими техникумами Казани, в котором чувашское отделение функционировало до 1936 года.
В 1932 в Аксубаево был открыт педагогический техникум для подготовки учителей начальных классов для чувашских школ Татарской АССР и Самарской области, преобразованный в 1937 году в Аксубаевское чувашское педагогическое училище. Закрыто в 1956 году в связи с переводом обучения в национальных школах на русский язык.
1 ноября 1918 года в городе Уфа на базе трёхгодичных педагогических курсов была организована Уфимская чувашская учительская семинария, готовившая учителей для школ чувашских сёл Приуралья. 20 февраля 1922 преобразована в Приуральский чувашский педагогический техникум с курсом обучения 4 года. В 1930 техникум переведён в город Белебей с переходом на трёхгодичный курс обучения, при нём было открыто мордовское отделение. В 1941 объединён с Белебеевским татарским педагогическим техникумом и стал чувашским отделением Белебеевского педагогического училища. В настоящее время в Белебеевском педагогическом колледже чувашское отделение отсутствует.
Отсутствие педагогических кадров явилось одной из причин снижения уровня знания чувашского языка среди чуваш, проживающих за пределами Чувашской Республики.
По заявлению представителей чуваш Ульяновской области, за пределами Чувашской Республики высока потребность в педагогах чувашского языка и литературы:

В первые годы советской власти для подготовки учителей чувашских школ, кроме пединститута, педтехникума и педучилищ на территории Чувашской АССР, специальные чувашские учебные заведения (педучилища) были в Ульяновске, Самаре, Казани, Сенгилее, Похвистневе, Белебее, Тетюшах, Аксубаеве и т. д. И все эти педучилища, готовившие специалистов чувашской этнокультуры, закрыты за последние годы Правительством «новой» России. Выходили газеты на родном языке, работали чувашские театры и хоровые коллективы. В настоящее время власти готовят закрытие отделения чувашского языка и литературы в Ульяновском государственном педагогическом университете, хотя потребность в педагогах чувашского языка и литературы велика.
— Манифест чувашей Ульяновской области

## Письменность
Письменность чувашского языка существует на основе кириллицы с некоторыми дополнительным буквами:
| А а | Ӑ ӑ | Б б | В в | Г г | Д д | Е е | Ё ё |
| Ӗ ӗ | Ж ж | З з | И и | Й й | К к | Л л | М м |
| Н н | О о | П п | Р р | С с | Ҫ ҫ | Т т | У у |
| Ӳ ӳ | Ф ф | Х х | Ц ц | Ч ч | Ш ш | Щ щ | Ъ ъ |
| Ы ы | Ь ь | Э э | Ю ю | Я я |     |     |     |

## Типология
Чувашскому языку присущи многие типологические особенности тюркских языков: гармония гласных в слове и при словоизменении, использование посессивных суффиксов (ниже), отсутствие грамматической категории рода, агглютинативный тип межморфемных границ — всё это также характерно и для чувашского. Другие черты включают в себя отсутствие артиклей, использование послелогов, а не предлогов; а также использование вопросительной частицы (-и, им).

### Тип выражения грамматических значений и характер межморфемных границ
Чувашский язык, как и все тюркские языки, — синтетический, вид границ между морфемами — агглютинация; алломорфическое варьирование объясняется в том числе законом сингармонизма (например, чередование передних и непередних гласных в падежных морфемах, начальная гласная и её отсутствие у тех же падежных морфем в зависимости от конечной фонемы корневой морфемы существительного). Агглютинация — наиболее общая и последовательная черта этой языковой семьи. Маркирование суффиксальное, характерны послелоги.

### Локус маркирования

#### Посессивная именная группа
Основное маркирование в посессивной именной группе — либо зависимостное (с помощью показателя притяжательного падежа), либо двойное с помощью изафетной конструкции — маркируются значения категории посессивности у вершины именной группы и притяжательного падежа (нереферентный показатель которого — нулевой) у зависимого вершины.
В некоторых случаях достаточно вершинного маркирования (когда лицо обладателя выражено личным местоимением — особенно первым или вторым лицом — достаточно к слову, обозначающему объект обладания, прибавить притяжательный суффикс; двойное обозначение посессивности служит, например, для различения числа в 3 лице и для усиления акцента).
В современном чувашском для множественного числа первого или второго лица широко распространена аналитическая форма с притяжательным местоимением, где притяжательный аффикс не используется.

#### Маркирование в предикации
Предикатное маркирование — ближе к зависимостному, глагол согласуется с подлежащим по лицу и числу и приписывает ему, равно как и дополнениям (если глагол не одноместный), падеж.
Чувашский — язык номинативного строя с аккузативной стратегией ролевой кодировки.
Здесь имеются свои особенности, на которые следует обратить внимание. В частности, в чувашском, как и в большинстве тюркских языков, наблюдается дифференцированное маркирование объекта (т. н. «скрытая транзитивность») — к примеру, два первых предложения выше.

## Лингвистическая характеристика

### Фонетика и фонология
В этом разделе описывается фонетика и фонология литературного чувашского языка. В статье используется транскрипция МФА на основе латинского алфавита, но для всех её знаков в скобках указаны соответствия, используемые в фонетической транскрипции на основе кириллицы.
| Фонетическая транскрипция                                | Примеры слов | Латинские буквы (ГОСТ 7.79-2000 (ISO 9)/ALA-LC) | Кириллические буквы |
| -------------------------------------------------------- | --- | ----------------------------------------------- | ------------------- |
| [ a ]                                                    | ала («решето») | A a                                             | А а                 |
| [ ə ]                                                    | ӑшӑ («тёплый») | Ă ă                                             | Ӑ ӑ                 |
| [ b ] [ p̬ ] (b)                                          | баобаб, упа («медведь»)                                                                                               | B b                                             | Б б                 |
| *[ bʲ ] *[ p̬ʲ ] (bʲ)                                     | бизнес эпир («мы») | B b P p                                         | Б б П п             |
| [ ʋ ] [ ʋː ]                                             | сӑвӑ («стих») савӑнӑҫ («радость»)                                                                                     | V v                                             | В в                 |
| *[ ʋʲ ]                                                  | кӗвӗ («мелодия») | W w                                             | В в                 |
| [ g ] (k̬)                                                | газ, вӑкӑр («бык») | G g K k                                         | Г г К к             |
| *[ k̬ʲ ] (gʲ)                                             | йӗкел («жёлудь») | G g K k                                         | Г г К к             |
| [ t̬ ] (d)                                                | домен, пархатар («благодарный»)                                                                                       | D d T t                                         | Д д Т т             |
| [ t̬ʲ ] (dʲ)                                              | атя ӗнтӗ! («давай уже!»)                                                                                              | D d T t                                         | Д д Т т             |
| [ je ] [ʲe]                                              | ентеш («земляк») | E e                                             | Е е                 |
| [jo] [ʲo]                                                | йога | Ö ö                                             | Ё ё                 |
| [ɘ] (ɘ)                                                  | ӗҫ («работа») | Ĕ ĕ                                             | Ӗ ӗ                 |
| [ʂ̬] ([ʐ])                                                | лаша («лошадь») | Ž ž                                             | Ж ж Ш ш             |
| [ ʂ̬ʲ ] (ʐʲ)                                              | кӳрши («его сосед»)                                                                                                   | Š š                                             | Ж ж Ш ш             |
| [ s̬ ] (z)                                                | Хусан («Казань»), таса («чистый»)                                                                                     | S s Z z                                         | З з С с             |
| *[ s̬ʲ ] (zʲ)                                             | несӗлӗ («его потомок»)                                                                                                | S s Z z                                         | З з С с             |
| [ i ] [ ɨ ]                                              | ир («утро») савни («возлюбленный»)                                                                                    | I i                                             | И и                 |
| [ ɨ ]                                                    | ыйхӑ («сон») | I i Y y                                         | И и Ы ы             |
| [ j ] [ jː ]                                             | йӑва («гнездо») ийӗ («дух»)                                                                                           | J̌ ǰ                                             | Й й                 |
| [ k ] [ kː ] [ kʲ ] (c) [ kʲː ] [ k̬ ] (g) [ k̬ʲ ] (gʲ, ɟ) | калав («рассказ») кӑркка («индюк») кӗрӗк («шуба») екки («нрав») ака («сев») пӗкӗ («дуга»)                             | G g K k                                         | Г г К к             |
| [ l ] [ lː ] [ lʲ ] [ lʲː ]                              | лайӑх («хороший») аллӑ («пятьдесят») выльӑх-чӗрлӗх («скот») вӗлле («улей»)                                            | L l                                             | Л л                 |
| [ m ] [ mː ]                                             | мӑйӑр («орех») | M m                                             | М м                 |
| *[ mʲ ]                                                  | минтер («подушка») | M m                                             | М м                 |
| [ n ] [ nː ] [ nʲ ] (ɲ) [ nʲː ]                          | наян («ленивый») вуннӑ («десять») ӗне («корова») анне («мама»)                                                        | N n                                             | Н н                 |
| [ o ]                                                    | океан | O o                                             | О о                 |
| [ ø ]                                                    | |                                                 |                     |
| [ p ] [ pː ] [ p̬ ] (b)                                   | пӑр («лёд») аппа («старшая сестра, тётя») апат («еда»)                                                                | B b P p                                         | Б б П п             |
| *[ pʲ ]                                                  | пит («лицо») |                                                 |                     |
| [ r ] [ rː ]                                             | арӑм («жена») чӳрече карри («занавеска»)                                                                              | R r                                             | Р р                 |
| [ rʲ ]                                                   | тӑри («жаворонок») | R r                                             | Р р                 |
| [ s ] [ s̬ ] (z) [ sː ]                                   | сас («голос») асамлӑх («волшебство») сассӑр («бесшумно»)                                                              | Z z S s                                         | З з С с             |
| [ ɕ ] [ ɕː ] [ ɕ̬ ]                                       | ҫӳҫ («волосы») виҫҫӗ («три») уҫӑ («открытый»)                                                                         | Ş ş                                             | Ҫ ҫ                 |
| [ t ] [ tː ] [ tʲ ] [ t̬ʲ ] (dʲ) [ tʲː ] [ t̬ ] (d)        | тыт («держи») паттӑр («батыр») тӳлевсӗр («бесплатно») вӗтӗ («мелкий») тетте («игрушка») атӑ («сапог»)                 | D d T t                                         | Д д Т т             |
| [ u ]                                                    | усӑ («польза») | U u                                             | У у                 |
| [ y ]                                                    | ӳкерме («рисовать»)                                                                                                   | Ü ü                                             | Ӳ ӳ                 |
| [ f ] [ f̬ ] (v)                                          | штраф жирафа («жирафу»)                                                                                               | F f                                             | Ф ф                 |
| [ x ] [ xː ] [ xʲ ] [ xʲː ] [ x̬ ] (ɣ) [ x̬ʲ ] (ɣʲ)        | хыпар («весть») туххӑмра («моментально») хӗвел («солнце») урӑххи («другой») ахах («агат») мехел («подходящий момент») | H h                                             | Х х                 |
| [ ʦ ] [ ʦː ] [ ʦ̬ ] (ʣ)                                   | цирк революци абзацӗ («тот абзац»)                                                                                    | C c                                             | Ц ц                 |
| [ ʨ ] [ ʨː ] [ ʨ̬ ] (ʥ)                                   | чун («душа») каччӑ («парень») ача («ребёнок»)                                                                         | Ç ç                                             | Ч ч                 |
| [ ʂ ] [ ʂː ] [ ʂ̬ ] (ʐ)                                   | шурӑ («белый») чӑваш ташши («чувашский танец») кашӑк («ложка»)                                                        |                                                 | Ж ж Ш ш             |
| *[ ʂʲ ]                                                  | шӳлкеме |                                                 |                     |
| [ ʂʨ ] [ ɕ ]                                             | щётка |                                                 | Щ щ                 |
| [ ɯ ] [ ɨ ]                                              | ырӑ («добрый») ҫын («человек»)                                                                                        | Y y                                             | Ы ы                 |
| [ ʲ ]                                                    | |                                                 |                     |
| [ e ] [ ɛ ]                                              | этемлӗх («человечество») эрешмен («паук»)                                                                             | Ә ә                                             | Е е Э э             |
| [ ju ] [ ʲu ] [ u ]                                      | юрату («любовь») юрӑ («песня»)                                                                                        | Ŭ ŭ                                             | Ю ю                 |
| [ ja ] [ ʲa ] [ a ]                                      | ялав («флаг») выля («играть»)                                                                                         | Ä ä                                             | Я я                 |

#### Вокализм
В чувашском языке имеется 5 гласных переднего и 4 гласных заднего ряда: и, ы, у, ӳ, е, ӗ, о, а, ӑ. Такая классификация была предложена Н. А. Андреевым; J. R. Crueger, например, выделяет 8, а не 9 гласных фонем, не считая отдельной фонемой /о/, которая встречается только в русских заимствованиях (полк, нотӑ, повод и т. д.).
Согласно исследованиям Института языкознания РАН, в чувашском языке 8 гласных и 17 согласных.
В чувашском языке наблюдается сингармонизм: все гласные в слове должны быть либо переднего, либо заднего ряда, однако в чувашском языке это обычное для тюркских языков правило часто нарушается. Несмотря на то что при словообразовании и словоизменении гармония гласных также должна соблюдаться, некоторые суффиксы не имеют соответствующих алломорфов и как следствие принцип сингармонизма в новой словоформе нарушается: например, показатель множественного числа -сем (-сен): лаша-сем «лошади», тинӗс-сем «моря́».

#### Консонантизм
В чувашском языке отсутствуют фонологические различия между шумными глухими/звонкими и твёрдыми/мягкими согласными. В первом случае в некоторых позициях (в интервокальном положении, но не когда согласный удвоен, и после /l m n r y v/) можно говорить об отношении свободного варьирования между звонкими и глухими аллофонами и иногда (очень редко) даже находить случаи их качественного противопоставления.
Имеются фонологические оппозиции для:
- /ч'/ и /д’ж'/ — килччӗ «ты бы пришёл» и килчӗ «он пришёл»;
- /г/ и /к/ — ака «сестра» и акка «старшая сестра».

Что касается палатализации, то примером, хотя и не очень убедительным, оппозиции /к’/ и /к/ могут служить старые и новые заимствования из русского языка: праҫник, старик, пренӗк («пряник») [k’] против техник, колхозник [k]. Разница в двух вариантах выражается в склонении: старые слова из-за смягчённого /k’/ принимают показатели с передним гласным, а новые — с задним: старике — техника (дат.), старикпе — техникпа (инстр.).
В чувашском можно также наблюдать алломорфические варьирования, вызванные ассимиляцией: /n/+/l/=[ll] — мӗнлӗ «какой» произносится как [мӗллӗ].

#### Произношение звуков чувашского языка
Произношение большинства чувашских звуков, изображённых русскими буквами несколько различно от произношения соответствующих русских звуков, но в некоторых положениях эти звуки имеют сходство. Чувашские гласные а, и, у, ы произносятся как соответствующие звуки под ударением. К примеру, фонетически одинаковые чувашские и русские слова, соответственно: кин («сноха») — кинь!; пар («дать») — пар; тыт («держать») — ты и т. д. Чувашское э в начале слова (эрешмен «паук») произносится как русское э в словах «этот, это».
Звуки, обозначаемые буквами ӑ, ӗ, имеют лишь приблизительное соответствие в звуках русского языка.
- Ӑ (ə) — негубной гласный среднего ряда среднего подъёма[107].
- Ĕ (ɘ) — негубной гласный среднего ряда средне-верхнего подъёма.
- Ӳ (y) — губной гласный переднего ряда верхнего подъёма[108].
- Ҫ (ɕ) — глухой альвеоло-палатальный сибилянт.
- Звук ч произносится несколько мягче русского ч.
- Шумные согласные (к, п, с, ҫ, т, ф, х, ц, ч, ш) в чувашском языке могут звучать двояко: в глухом и звонком варианте (причём звонкость на письме никак не отображается). В начале и в конце слов, в середине слова перед согласными они произносятся только глухо: пуҫ («голова»), шӑпчӑк («соловей»). В положении между гласными и между сонорным и гласным шумные согласные озвончаются: Шупашкар («Чебоксары»; слышится как «шубашкар»), курка («чашка»; слышится как «курга»)[108].

#### Правила постановки ударения
- Ударение в чувашском языке обычно падает на последний слог: ура́м («улица»), иле́м («красота»), хула́ («город»).
- Ударение переносится на предпоследний слог, если последний слог или слоги имеют гласные ӑ или ӗ: патша́лӑх («государство»), та́мӑк («ад, преисподняя»).
- Если в слове все гласные редуцированы, то ударение падает на начальный слог: тӑ́вӑр («тесный»), пӑ́хӑр («медь»).
- Старые заимствования из русского языка подчиняются общим правилам чувашского ударения: чейни́к («чайник»), кӗнеке́ («книга»).
- Новые заимствования в большинстве случаев сохраняют свои ударения, но в производных словах и формах ударение подчиняется обычным чувашским нормам: кодифика́ци — кодификациле́ («кодифицировать»), ана́лиз — анализла́ («анализировать»).

### Морфология
Чувашский язык относится к языкам агглютинативного типа. Изменения на стыках морфем (чередование звуков, их вставка или, наоборот, выпадение) возможны, однако граница между ними остаётся легко различимой. Корень предшествует аффиксальным морфемам (из этого правила есть всего два исключения: кам («кто») — кам-тӑр («некто, кто-то, кто-нибудь»), никам та («никто»)). Аффиксальные морфемы, как правило, однозначны; тем не менее в речевом потоке скопления служебных морфем крайне редки — в среднем, на корень приходится менее двух служебных морфем. Корневые морфемы чаще одно- или двусложны, многосложные весьма редки: ввиду преобладания экономии в знаках чувашский язык предпочитает короткие единицы.
Чётко противопоставлены друг другу имена и глаголы. Именные части речи — существительные, прилагательные, числительные и наречия — являются семантическими классами, а по грамматическим признакам они отличаются друг от друга несильно. Существительные, подобно прилагательным, нередко выступают как определители имени (чул ҫурт «каменный дом»), ылтӑн ҫӗрӗ («золотое кольцо»), а прилагательные могут определять как имена, так и глаголы (тӗрӗс сӑмах «правдивое слово»), тӗрӗс кала («говорить правдиво»). В группе именных частей речи включаются также разнообразные указательные слова, называемые по традиции местоимениями, а также весьма многочисленный разряд имитативов.
Служебные слова представлены послелогами, союзами и частицами.
Имена существительные не имеют ни категории рода, ни категории одушевлённости—неодушевлённости, но различаются по признаку «человек — нечеловек». К категории «человек» относятся все личные имена, названия родственных отношений, профессий, должностей, национальностей, то есть всё то, что связано с обозначением человека. Все остальные имена, в том числе и названия всех живых существ, относятся к категории «нечеловек». Первые отвечают на вопрос кам? «кто?», вторые — на вопрос мӗн? «что?».
Категория числа свойственна именам существительным, некоторым группам местоимений и глаголам. Показателем множественного числа в зависимости от категории принадлежности у имён существительных является аффикс -сам/-сем: хурӑнсем («берёзы»), ҫынсем («люди») или -сан/-сен, точнее — -са-/-се-: лашана — лашасана, ӗнене — ӗнесене. Если множественность ясна из ситуации речи, она обычно не отмечается: куҫ курмасть («глаза не видят»), ура шӑнать («ноги зябнут»), алӑ ҫу («мыть руки»), хӑяр тат («собирать огурцы»), ҫырлана ҫӳре («ходить по ягоды») и т. д. По этой же причине при употреблении с числительными или с другими словами количественной семантики существительные имеют форму единственного числа: вӑтӑр ҫын («тридцать человек»), нумай ҫынпа калаҫ («говорить со многими людьми»).
У спрягаемых форм глагола множественное число образуется посредством аффиксов -ӑр (ӗр) и -ҫ: кайӑп-ӑр «мы пойдём», кай-ӑр «вы идите», кайӗ-ҫ «они пойдут».
Склонение имён включает восемь падежей. Глагол отличается категориями наклонения, времени, лица и числа. Наклонений четыре: изъявительное, повелительное, сослагательное и уступительное. В изъявительном наклонении глаголы изменяются по временам. Развита система неличных (неспрягаемых) форм — причастий, деепричастий и инфинитивов (последние, однако, не являются назывными формами глагола; назывной формы глагола, соответствующей русскому инфинитиву, чувашский язык не имеет). Некоторые формы причастий и деепричастий отличаются временными значениями.
Основными способами словообразования являются словосложение и аффиксация. При словосложении компоненты объединяются либо на основе сочинительных (пит-куҫ «лицо, облик», букв.: «лицо-глаз»), либо на основе подчинительных отношений (арҫын «мужчина» — ар+ҫын «мужчина + человек»; ас+тив «пробовать»).

#### Падежи
В чувашском почти все части речи склоняются (изменяются) по падежам согласно закону сингармонизма: на а и ӑ после первой или второй буквы на а, ӑ, у, ы, ю, я, и на е и ӗ после первой или второй буквы на: е, ӗ, ӳ, и.
| Падеж                | Падеж        | Вопросы падежей ед. ч. | Аффиксы падежей ед. ч.     | Вопросы падежей мн. ч. | Аффиксы падежей мн. ч. |
| название на русском  | на чувашском | Вопросы падежей ед. ч. | Аффиксы падежей ед. ч.     | Вопросы падежей мн. ч. | Аффиксы падежей мн. ч. |
| -------------------- | ------------ | ---------------------- | -------------------------- | ---------------------- | ---------------------- |
| Основной             | Тӗп          | кам? мӗн?              | -                          | камсем? мӗнсем?        | -сем                   |
| Притяжательный       | Камӑнлӑх     | камӑн? мӗнӗн?          | -ӑн/-ӗн, -нӑн/-нӗн, -н     | камсен? мӗнсен?        | -сен                   |
| Дательно-винительный | Пару         | кама? мӗне?            | -а/-е, -на/-не             | камсене? мӗнсене?      | -сене                  |
| Местный              | Вырӑн        | камра? мӗнре? ӑҫта?    | -ра/-ре, -та/-те, -че      | камсенче? мӗнсенче?    | -сенче                 |
| Исходный             | Туху         | камран? мӗнрен? ӑҫтан? | -ран/-рен, -тан/-тен, -чен | камсенчен? мӗнсенчен?  | -сенчен                |
| Творительный         | Пӗрлелӗх     | кампа? мӗнпе?          | -па/-пе, -пала(н)/-пеле(н) | камсемпе? мӗнсемпе?    | -семпе                 |
| Лишительный          | Ҫуклӑх       | камсӑр? мӗнсӗр?        | -сӑр/-сӗр                  | камсемсӗр? мӗнсемсӗр?  | -семсӗр                |
| Причинно-целевой     | Пирке        | камшӑн? мӗншӗн?        | -шӑн/-шӗн                  | камсемшӗн? мӗнсемшӗн?  | -семшӗн                |

Слово в основном падеже употребляется в качестве следующих членов предложения:
- Подлежащее: Куҫ хӑрать те ал тӑвать («Глаза боятся, а руки делают»).
- Сказуемое или именная часть сказуемого: Унӑн йӑмӑкӗ — экономист («Его младшая сестра — экономист»).
- Определение: чул ҫурт («каменный дом»; чул — «камень»); кӗмӗл вӑчӑра («серебряная цепочка»; кӗмӗл — «серебро»).
- Прямое дополнение: эмел ӗҫӗр («пейте лекарство»).

Притяжательный падеж выражает:
- принадлежность одного предмета другому: Наташӑн юлташӗ («друг Наташи»), кӗнекен хуплашки («обложка книги»).
- субъект действия в безличном предложении: манӑн Парижа кайса курас килет («мне хочется побывать в Париже»)[111].

Дательно-винительный падеж выражает:
- объект действия (прямое дополнение), когда говорится о предмете, выделенном из ряда однородных: эпӗ машина кустӑрмине ылмаштартӑм («я поменял колесо машины»).
- направление действия, конечный пункт действия: эпир Мускава ҫитрӗмӗр («мы доехали до Москвы»).
- цель действия: ачасем ҫырлана каяҫҫӗ («дети идут по ягоды»), сунарҫӑсем мулкача каяҫҫӗ («охотники идут на зайца»).
- время, на которое распространяется действие (на сколько?): карантина пӗр уйӑха тӑснӑ («карантин продлили на месяц»).
- цену (при глаголах «покупать», «продавать», «обходиться»): кафере апатланни икӗ пин тенке ларчӗ («обед в кафе обошёлся в 2 тысячи»).

Местный падеж выражает:
- место совершения действия, нахождения предмета: манӑн аппа Хусанта вӗренет («моя сестра учится в Казани»).
- время совершения действия: иртнӗ эрнере эп театра кайнӑччӗ («на прошлой неделе я ходила в театр»)[112].

Исходный падеж показывает:
- исходный пункт действия: эпӗ килтен тухрӑм («я вышел из дома»).
- материал, из которого что-то изготовлено: ылтӑнран тунӑ ҫӗрӗ («кольцо, сделанное из золота»).
- лицо или предмет, с которым что-либо сравнивается: аннерен хакли ҫук («нет дороже матери»).
- расстояние/время, через которое начинается что-то: тепӗр 3 кунтан ӗҫе тухатӑп («Через 3 дня выхожу на работу»).
- объект, через который совершается действие, движение в направлении: чӳречерен пӑх («смотреть в окно») ; алӑкран кӗр («войти через дверь»).

Творительный падеж в чувашском языке служит для обозначения:
- орудия или средства выполнения действия: маршруткӑпа кай («поехать на маршрутке»); кӑранташпа ҫыр («написать карандашом»).
- места, по которому происходит движение: каччӑпа хӗр урампа пыраҫҫӗ («парень с девушкой идут по улице»).
- совместности совершения действия: сутуҫӑпа калаҫ («разговаривать с продавцом»).
- времени, причины совершения действия: каҫпа хӑнана кайӑпӑр («вечером пойдём в гости»), сивӗпе чӳречесем шӑннӑ («окна замёрзли из-за холода»);
- пространства или объекта, на который распространяется действие: ялӗпех клубра пухӑннӑ («всей деревней собрались в клубе»);
- предмета, с которым сравнивается похожий предмет: амӑшӗпе пӗр пекех («такая же, как и её мать»)[113].

Лишительный падеж выражает:
- предмет или лицо, без которого совершается действие: эпӗ кофӗсӗр вӑранаймастӑп («я не могу проснуться без кофе»).
- время, только по истечении которого действие совершится: вӑтӑр тултармасӑр авланмӑп («не женюсь, пока не исполнится тридцать»).

Причинно-целевой падеж обозначает:
- целевые или причинные отношения действия: Сивӗ куҫҫульпе йӗрет Иртнӗ куншӑн хуйхӑрса… («Холод плачет слезами, Тоскуя по минувшим дням…») (К. Иванов).
- предмет, в чьих интересах совершается действие: эпӗ саншӑн тӑрашатӑп («я ради тебя стараюсь»)[108][111][112].

К падежным аффиксам могут присоединяться и другие аффиксы:
- -ӑн/-ӗн, -н ⇒ -ӑнне/-ӗнне, -не;
- -ра/-ре, -та/-те ⇒ -ри, -ти;
- -ран/-рен, -тан/-тен ⇒ -рин, -тин;
- -сӑр/-сӗр ⇒ -сӑрри/-сӗрри;
- -шӑн/-шӗн ⇒ шӑнни/-шӗнни.

#### Глагол
Глагол в чувашском языке имеет довольно богатую и сложную систему форм. Основой глагола является форма 2-го лица единственного числа повелительного наклонения. Глагол имеет категории наклонения (изъявительное, повелительное, сослагательное, уступительное и желательное), времени, лица, числа и залога, формы возможности и невозможности, а также положительную и отрицательную формы. Различаются глаголы переходные и непереходные.

##### Изъявительное наклонение

###### Глагол настоящего времени
| Лицо | Единственное число | Множественное число | Единственное число (отриц. форма) | Множественное число (отриц. форма) |
| ---- | ------------------ | ------------------- | --------------------------------- | ---------------------------------- |
| 1    | -а(тӑ)п/-е(тӗ)п    | -а(т)пӑр/-е(т)пӗр   | -ма(стӑ)п/-ме(стӗ)п               | -ма(ст)пӑр/-ме(ст)пӗр              |
| 2    | -а(тӑ)н/-е(тӗ)н    | -атӑр/-етӗр         | -мастӑн/-местӗн                   | -мастӑр/-местӗр                    |
| 3    | -ать/-ет           | -аҫҫӗ/-еҫҫӗ         | -масть/-мест                      | -маҫҫӗ/-меҫҫӗ                      |

Настоящее (настояще-будущее) время в чувашском языке обозначает действие, которое происходит в момент речи, или постоянное действие; действие, которое произойдёт в будущем.
Примеры:
- Эпӗ какай ҫиетӗп — «Я ем мясо [прямо сейчас или вообще]».
- Эпӗ какай ҫиместӗп — «Я не ем мясо [говорящий не ест, так как сейчас ест что-то другое или не ест вообще, потому что он вегетарианец]».
- Эпир паян кинона каятпӑр — «Мы сегодня идём в кино».

###### Глагол прошедшего категорического времени
| Лицо | Единственное число   | Множественное число          | Единственное число (отриц. форма) | Множественное число (отриц. форма) |
| ---- | -------------------- | ---------------------------- | --------------------------------- | ---------------------------------- |
| 1    | -тӑм/-тӗм, -рӑм/-рӗм | -тӑмӑр/-тӗмӗр, -рӑмӑр/-рӗмӗр | -марӑм/-мерӗм                     | -марӑмӑр/-мерӗмӗр                  |
| 2    | -тӑн/-тӗн, -рӑн/-рӗн | -тӑр/-тӗр, -рӑр/-рӗр         | -марӑн/-мерӗн                     | -марӑр/-мерӗр                      |
| 3    | -чӗ, -рӗ             | -чӗҫ, -рӗҫ                   | -марӗ/-мерӗ                       | -марӗҫ/-мерӗҫ                      |

Прошедшее категорическое время обозначает действие, свидетелем или участником которого говорящий был сам, или он точно знает о чём говорит.
Примеры:
- Эпӗ ӗҫрен килтӗм — «Я пришла с работы».
- Ҫак каҫ эпир ҫывӑрмарӑмӑр — «Мы не спали этой ночью».

###### Прошедшее неопределённое время
Действие, которое происходило в прошлом, или свидетелем которого говорящий не был (прошедшее неопределённое время) , выражается причастием прошедшего времени на -нӑ (-нӗ) (неизменно для любого лица и числа):
- Вӑл 1994-мӗш ҫулта ҫуралнӑ — «Он родился в 1994 году»;
- Юля апат-ҫимӗҫ туяннӑ — «Юля купила продукты [говорящий не видел, как девушка покупала продукты, но он может увидеть результат]»[108].

В отрицательных формах используется аффикс -ман (-мен): Ҫав каҫ никам та ҫывӑрман — «Никто не спал той ночью»

###### Давнопрошедшее неопределённое время
Образуется из причастия прошедшего времени и частицы -ччӗ либо с помощью вспомогательного глагола пулнӑ.
Примеры:
- Ҫав кун эпӗ шӑпах 18 тултарнӑччӗ… — «В тот день мне как раз исполнилось 18…»
- Ку хире ҫулсерен вӑрлӑх сухан акса тӑнӑ пулнӑ — «В прежние годы это поле обычно засаживалось луком-севком».

###### Прошедшее несовершенное время (имперфект)
Обозначает незаконченное действие в прошлом или действие, совершённое несколько раз. В русском языке соответствует несовершенному виду прошедшего времени. Образование глагола: основа глагола + аффикс деепричастия -а-(-е-) + аффикс -т- + окончание прошедшего категорического времени.
- Пример: Эпӗ ун чухне Шупашкарта ӗҫлеттӗм(ччӗ) — «Я тогда работал в Чебоксарах»[111].

###### Глагол будущего времени
| Лицо | Единственное число | Множественное число | Единственное число (отриц. форма) | Множественное число (отриц. форма) |
| ---- | ------------------ | ------------------- | --------------------------------- | ---------------------------------- |
| 1    | -ӑп/-ӗп            | -ӑпӑр/-ӗпӗр         | -мӑп/-мӗп                         | -мӑпӑр/-мӗпӗр                      |
| 2    | -ӑн/-ӗн            | -ӑр/-ӗр             | -мӑн/-мӗн                         | -мӑр/-мӗр                          |
| 3    | -ӗ                 | -ӗҫ                 | -мӗ                               | -мӗҫ                               |

Будущее время обозначает действие, которое произойдёт в будущем, но может и не произойти (сравни с более категоричным настояще-будущим временем).
- Пример: Шкул хыҫҫӑн вӑл юриста вӗренме кайӗ — «После школы он пойдёт учиться на юриста»[114].

###### Глагол преждебудущего времени[115]
Кроме будущего неопределённого, в чувашском языке имеется будущее сложное, которое можно назвать преждебудущим временем. Оно обозначает будущее действие, которое должно совершиться раньше другого будущего действия. Будущее сложное образуется с помощью прошедшего причастия, во всех лицах единственного и множественного числа, остающегося без изменения, и форм будущего времени вспомогательного глагола пул.
Примеры: Эпӗ тепӗр ҫул таврӑнӑп, эсӗ ун чухне пӗрремӗш класа кайнӑ пулӑн — «В следующем году я вернусь, ты к тому времени будешь учится в первом классе».

##### Сослагательное наклонение
| Лицо | Единственное число | Множественное число | Единственное число (отриц. форма) | Множественное число (отриц. форма) |
| ---- | ------------------ | ------------------- | --------------------------------- | ---------------------------------- |
| 1    | -ӑттӑм/-ӗттӗм      | -ӑттӑмӑр/-ӗттӗмӗр   | -мӑттӑм/-мӗттӗм                   | -мӑттӑмӑр/-мӗттӗмӗр                |
| 2    | -ӑттӑн/-ӗттӗн      | -ӑттӑр/-ӗттӗр       | -мӑттӑн/-мӗттӗн                   | -мӑттӑр/-мӗттӗр                    |
| 3    | -ӗччӗ              | -ӗччӗҫ              | -мӗччӗ                            | -мӗччӗҫ                            |

Сослагательное наклонение выражает действие желательное, но возможное только при наличии некоторых условий: Эпӗ сан патна хӑнана пырӑттӑм та, анчах паян эпӗ пушӑ мар — «Я бы пришёл к тебе в гости, но сегодня я занят».
Для построения конструкции (типа если бы… то в русском языке) используется слово пулсан: Эсӗ ҫӑраҫҫине илнӗ пулсан алӑк умӗнче кӗтсе тӑмалла пулмӗччӗ — «Если бы ты взял ключи, то нам бы не пришлось ждать около двери».

##### Повелительное наклонение
В словарях слова указываются в вопросительной и повелительной форме 2 лица единственного числа.
| Лицо | Единственное число | Множественное число |
| ---- | ------------------ | ------------------- |
| 1    | -ам/-ем            | -ар/-ер             |
| 2    | -                  | -ӑр/-ӗр             |
| 3    | -тӑр/-тӗр          | -чӑр/-чӗр           |

- Пример: Ачасем урамра выляччӑр — «пусть дети играют на улице».

Отрицательная форма образуется с помощью частицы ан перед глаголами 2-го и 3-го лица (ан выля «не играй»), или словом мар — после глаголов 1-го.

##### Уступительное наклонение
Уступительное наклонение выражает совершенно безразличное отношение говорящего к действию, его полную незаинтересованность. Уступительное наклонение образуется от форм будущего неопределённого времени изъявительного наклонения, с добавлением к ним аффиксов -ин, -сӑн (-сӗн): укҫа пӗтерӗпин, ун вырӑнне хваттерлӗ тӑрса юлӑп — «Ну и пусть потрачу деньги, зато останусь с квартирой»; калӑсӑн, мана мӗн пулать унпа? — «Да хоть рассказывай, мне-то что с того?».
- Пример использования в сложной форме прошедшего времени: Саша экзамена хатӗрленнӗ пулин те, вӑл вӑйлӑ пӑшӑрханни курӑнчӗ — «Хоть Саша и готовился к экзамену, было заметно, что он сильно волнуется».

##### Желательное наклонение
Желательное наклонение (оптатив) выражает желание или намерение совершить какое-либо действие. Это наклонение образуется от уступительного наклонения с помощью аффикса -ччӗ: мана пулӑшинччӗ — «хоть бы помог мне». В настоящее время это наклонение используется крайне редко.

##### Неличные формы глагола
```
Причастие
 настоящего времени — образуется с помощью аффиксов 
-акан
/
-екен
 (и аффиксов 
-ан/-ен
 для образования сокращённой формы) . Примеры: 
куракан —
 «видящий, зритель»
, пӗлекен —
 «знающий», 
иртен-ҫӳрен «прохожий».
```

Причастие прошедшего времени — образуется с помощью аффиксов -нӑ/-нӗ . Примеры: курнӑ — «видевший», пӗлнӗ — «знавший».
Общая для причастий настоящего и прошедшего времён отрицательная форма образуется добавлением -ман/-мен к основе глагола: курман ҫын — «не видящий (не видевший) человек»'.
Деепричастие настоящего и прошедшего времени: -са(х)/-се(х), отрицательная форма: -масӑр(ах)/-месӗр(ех). Пример: тӑрӑшса ӗҫле — «работать стараясь».
Условное наклонение: «если» — -са(сӑ)н/-се(сӗ)н, отрицательная форма — -маса(сӑ)н/-месе(сӗ)н. Пример: эсӗ мана пулӑшсассӑн, эпӗ часрах пӗтерӗп — «если ты мне поможешь, я закончу быстрее».
Вопросительное наклонение — постфикс и. Пример: канатӑн — «отдыхаешь»; канатӑн-и? — «отдыхаешь?»
Имя действия: -ни, отрицательная форма: -манни/-менни. Эта форма глагола по сущности очень близка к английскому герундию, а на русский обычно переводится как существительное: вӗренни — «учение». Пример: вӗренни — ҫутӑ, вӗренменни — тӗттӗм «учение — свет, а неучение — тьма».
Учащательно-многократная форма глагола. Образуется путём прибавления к обычной основе глагола аффикса -кала (-келе): вулакала — «почитывать».
Формы возможности и невозможности действия: -ай/-ей, которая присоединяется к основе слова: -айнӑ «смог(ли)», отрицательная форма: -айман «не смог(ли)».
Формы возможности глагола настоящего времени:
| Лицо | Единственное число | Множественное число | Единственное число (отриц. форма) | Множественное число (отриц. форма) |
| ---- | ------------------ | ------------------- | --------------------------------- | ---------------------------------- |
| 1    | -айатӑп/-ейетӗп    | -айатпӑр/-ейетпӗр   | -аймастӑп/-ейместӗп               | -аймастпӑр/-ейместпӗр              |
| 2    | -айатӑн/-ейетӗн    | -айатӑр/-ейетӗр     | -аймастӑн/-ейместӗн               | -аймастӑр/-ейместӗр                |
| 3    | -айать/-ейет       | -айаҫҫӗ/-ейеҫҫӗ     | -аймасть/-еймест                  | -аймаҫҫӗ/-еймеҫҫӗ                  |

Примеры: Эсир выртаятӑр («Вы можете прилечь»); Вӑл хӑйӗн телефонне тупаймасть («Он не может найти свой телефон»).
Формы возможности глагола прошедшего времени:
| Лицо | Единственное число | Множественное число | Единственное число (отриц. форма) | Множественное число (отриц. форма) |
| ---- | ------------------ | ------------------- | --------------------------------- | ---------------------------------- |
| 1    | -айрӑм/-ейрӗм      | -айрӑмӑр/-ейрӗмӗр   | -аймарӑм/-еймерӗм                 | -аймарӑмӑр/-еймерӗмӗр              |
| 2    | -айрӑн/-ейрӗн      | -айрӑр/-ейрӗр       | -аймарӑн/-еймерӗн                 | -аймарӑр/-еймерӗр                  |
| 3    | -айрӗ/-ейрӗ        | -айрӗҫ/-ейрӗҫ       | -аймарӗ/-еймерӗ                   | -аймарӗҫ/-еймерӗҫ                  |

Пример: Аран автобус ҫине ӗлкерейрӗм — «Еле успел на автобус» ; хам валли вырӑн тупаймарӑм — «Я не мог найти себе места».
Формы возможности глагола будущего времени:
| Лицо | Единственное число | Множественное число | Единственное число (отриц. форма) | Множественное число (отриц. форма) |
| ---- | ------------------ | ------------------- | --------------------------------- | ---------------------------------- |
| 1    | -айӑп/-ейӗп        | -айӑпӑр/-ейӗпӗр     | -аймӑп/-еймӗп                     | -аймӑпӑр/-еймӗпӗр                  |
| 2    | -айӑн/-ейӗн        | -айӑр/-ейӗр         | -аймӑн/-еймӗн                     | -аймӑр/-еймӗр                      |
| 3    | -айӗ/-ейӗ          | -айӗҫ/-ейӗҫ         | -аймӗ/-еймӗ                       | -аймӗҫ/-еймӗҫ                      |

Пример: Вӗсем ҫӗнтерейӗҫ («Они смогут победить»); каҫар, эпӗ килеймӗп («Извини, я не смогу прийти»).

##### Залог
В чувашском языке имеются следующие залоги: действительный, возратно-страдательный, взаимный и понудительный.
- Действительный залог является основным и не имеет формального показателя. К действительному залогу относятся производные и непроизводные глаголы, имеющие как переходное, так и непереходное значения. Например: тыт («держать»), кур («смотреть»).
- Возвратно-страдательный залог означает, что предмет подвергается воздействию со стороны другого предмета, или то, что действие происходит независимо от воли субъекта. Глаголы этого залога образуются при помощи аффиксов -ӑл (-ӗл), -ӑн (-ӗн): ҫӗмӗр («ломать») — ҫӗмӗрӗл («ломаться»); кур — курӑн («быть видимым»).
- Взаимный залог означает действие, происходящее между двумя и более предметами, и образуется с помощью аффиксов -ӑҫ (-ӗҫ), -аш (еш), -ӑш (-ӗш): тытӑҫ («сцепляться»); пӗл («знать») — паллаш («знакомиться»).
- Понудительный залог обозначает собой повеление, побуждение к чему-либо, разрешение. Глаголы этого залога образуются при помощи аффиксов -тар (-тер), -ар (-ер), -ат (-ет). Например: ҫун («гореть») — ҫунтар («жечь»); ӗҫ («пить») — ӗҫтер («поить»), вӗре («кипеть») — вӗрет («кипятить»)[108]. Аналог суффиксов понудительного залога в чувашском языке можно обнаружить в эсперанто (суффикс -ig- со значением «побуждать к какому-либо действию или вызывать действие»)[118]. Глаголы в понудительном залоге, как и глаголы остальных залогов, свободно изменяются по лицам и числам посредством добавления к аффиксам понудительного залога обычных аффиксов всех возможных наклонений. Например: ҫи («ешь») — ҫитер («корми») — ҫитеретӗп («кормлю») — ҫитертӗн («ты накормила») — ҫитерӗпӗр («накормим») — ҫитерӗттӗм («я бы накормил») и т. д.

#### Местоимения
По значению местоимения в чувашском языке делятся на следующие разряды: личные, лично-возвратные, указательные, вопросительные, отрицательные, неопределённые, определительные и притяжательные. Личные местоимения склоняются по падежам по типу имён существительных. Остальные разряды местоимений склоняются только в том случае, когда они выступают в качестве существительного.

##### Личные местоимения
| Падеж                | Первое лицо               | Второе лицо                 | Третье лицо                |
| -------------------- | ------------------------- | --------------------------- | -------------------------- |
| Основной             | Эп(ӗ) («Я») / Эпир («Мы») | Эс(ӗ) («Ты») / Эсир («Вы»)* | Вӑл («Он») / Вӗсем («Они») |
| Притяжательный       | Ман(ӑн) / Пирӗн           | Сан(ӑн) / Сирӗн             | Ун(ӑн) / Вӗсен             |
| Дательно-винительный | Мана / Пире               | Сана / Сире                 | Ӑна / Вӗсене               |
| Местный              | Манра / Пир(ӗн)те         | Санра / Сир(ӗн)те           | Унра, унта / Вӗсенче       |
| Исходный             | Манран / Пир(ӗн)тен       | Санран / Сир(ӗн)тен         | Унран, унтан / Вӗсенчен    |
| Творительный         | Манпа / Пирӗнпе           | Санпа / Сирӗнпе             | Унпа / Вӗсенпе             |
| Лишительный          | Мансӑр / Пирӗнсӗр         | Сансӑр / Сирӗнсӗр           | Унсӑр / Вӗсемсӗр           |
| Причинно-целевой     | Маншӑн / Пирӗншӗн         | Саншӑн / Сирӗншӗн           | Уншӑн / Вӗсемшӗн           |

В чувашском языке, как и в русском, формой вежливого обращения является форма 2-го лица множественного числа:
- Эпӗ Сире юрататӑп — «Я Вас люблю»; Каҫарӑр та, эсир мана пулӑшаймастӑр-и? — «Извините, вы не можете мне помочь?»[119]

Отрицательная форма — постфикс мар.

##### Указательные местоимения
В чувашском языке указательные местоимения подразделяются на местоимения, указывающие на близкий предмет (ку, ҫак/ ҫаксем — «этот», «эти»), и местоимения, указывающие на предмет более отдалённый (ҫав, леш/ ҫавсем — «тот», «те»). Местоимение хайхи используется тогда, когда речь идёт об известном, уже упомянутом предмете.
- Примеры: Эпӗ ҫак кӗнекене вуланӑ — «Я читал эту книгу»; Эпӗ ҫав кӗпене тӑхӑннӑ — «Я надевала то платье»; Ку хайхи ача иккен — «Оказывается, это тот самый ребёнок».

##### Вопросительные местоимения
В чувашском языке есть следующие вопросительные местоимения: кам? («кто?»); мӗн? мӗскер? («что?»); хӑш? хӑшӗ? («который?»); миҫе? («сколько?» [по числу]); мӗн чухлӗ? («сколько?» (по количеству)); мӗнле? епле? («какой?»). Вопросительное кам? употребляется только по отношению к человеку, животные и предметы обозначаются местоимением мӗн?. Эти местоимения, в отличие от русских местоимений кто? и что?, с помощью аффикса -сем могут образовать и множественное число. Местоимения кам? мӗн? хӑшӗ? мӗнле? могут удваиваться для обозначения множества предметов и для определения точности.
- Примеры: Санӑн ҫуралнӑ кунна кам-кам килчӑ? — «Кто именно пришёл на твой день рождения?»; Ку миҫе тенкӗ тӑрать? — «Сколько это стоит?»

##### Отрицательные местоимения
Отрицательные местоимения образуются от вопросительных с добавлением приставки-частицы ни-. Они выражают те же значения, что и отрицательные местоимения русского языка. Во многих других тюркских языках отрицательные местоимения менее развиты, чем в чувашском.
- Примеры: никам — «никто»; ним, нимӗн — «ничто»; нихӑшӗ — «никто из них»; нимле, нимӗнле — «никакой»; ниепле — «никак»; ним чухлӗ — «нисколько» и т. д.

##### Неопределённые местоимения
Неопределённые местоимения дают общее, приблизительное указание на предмет и признак и образуются от вопросительных при помощи:
- приставок та-(те-): такам («кто-то»); темӗн («что-то»); темӗнле («какой-то»); тахӑшӗ («некто»); темиҫе («несколько»).
- частицы та (те) и слова пулин: кам та пулин («кто-нибудь»); мӗн те пулин («что-нибудь»); миҫе те пулин («сколько-нибудь»).
- с добавлением слова кирек к вопросительному местоимению: кирек кам та («кто бы ни был»); кирек мӗн те («что бы ни было») и т. д.

Примеры: Кашни ҫын хӑйӗн прависене кирек мӗнле саккуна хирӗҫлемен мелпе хӳтӗлеме пултарать. — «Каждый вправе защищать свои права любыми непротивозаконными методами».

##### Определительные местоимения
- Местоимения, выражающие совокупность: пурте («все, всякий»); пурӗ («весь, всего»); пӗтӗм («целый»); мӗн пур («всё, что имеется»).
- Местоимения, выражающие обособление: кашни («каждый»); харпӑр хӑй («каждый сам»); ытти («прочий, остальной»); урӑх, тепӑр («другой, иной»).

Примеры: Андриян Николаев космонавта пурте пӗлеҫҫӗ — «Всякий знает космонавта Андрияна Николаева».

##### Притяжательные местоимения
В чувашском языке нет притяжательных местоимений в собственном смысле слова. Им соответствуют аффиксы категории принадлежности и формы притяжательного падежа личных форм местоимений, а также лично-возвратного местоимения хам. Формы притяжательного падежа этих местоимений могут иметь:
- притяжательно-определительную форму, выражающую функции определения: ман(ӑн) — «мой», хам(ӑн) — «свой», пирӗн — «наш», хамӑр(ӑн) — «наш свой»; сан(ӑн) — «твой», сирӗн — «ваш»), хӑвӑ(рӑ)н — «свой (для 2-го лица)»; ун(ӑн) — «его»), хӑйӗн/хӑйсен — «свой (для 3-го лица»), вӗсен — «их»).
- субстантивно-притяжательная форма, которая образуется с добавлением аффикса -ни и главным образом выступает в качестве сказуемого или дополнения: манӑнни, хамӑнни, пирӗнни, хамӑрӑнни, санӑнни, сирӗнни, хӑвӑнни, хӑвӑрӑнни, унӑнни, хӑйӗнни, хӑйсенни, вӗсенни.

Пример: манӑн анне — «моя мама»; сирӗнни пек — «как у вас».

##### Возвратные местоимения
У (лично-возвратных) местоимений аффиксы множественного числа совпадают либо с именными, либо с глагольными; например: хам «я сам» — хамӑр «мы сами», хӑй «он сам» — хӑйсем «они сами». Лично-возвратное местоимение выражает понятие лица и одновременно понятия «сам» и «себя».
В предложении возвратное местоимение употребляется подобно личным и выступает в качестве подлежащего, сказуемого, определения и обстоятельства. Например: хам калӑп «я сам скажу», хӑв ту «сам сделай», хама пар «дай мне самому», хӑйӗнче «у него самого [находится]», хӑйӗнчен ыйт «спроси его самого».
| Падеж                | Первое лицо                       | Второе лицо                            | Третье лицо                          |
| -------------------- | --------------------------------- | -------------------------------------- | ------------------------------------ |
| Основной             | Хам («Я сам») / Хамӑр («Мы сами») | Ху, хӑв («Ты сам») / Хӑвӑр («Вы сами») | Хӑй («Он сам») / Хӑйсем («Они сами») |
| Притяжательный       | Хамӑн / Хамӑрӑн                   | Хӑвӑн / Хӑвӑрӑн                        | Хӑйӗн / Хӑйсен                       |
| Дательно-винительный | Хама / Хамӑра                     | Хӑвна / Хӑвӑра                         | Хӑйне / Хӑйсене                      |
| Местный              | Хамра / Хамӑрта                   | Хӑвӑнта / Хӑвӑрта                      | Хӑйӗнче / Хӑйсенче                   |
| Исходный             | Хамран / Хамӑртан                 | Хӑвӑнтан / Хӑвӑртан                    | Хӑйӗнчен / Хӑйсенчен                 |
| Творительный         | Хампа / Хамӑрпа                   | Хупа, хӑвӑнпа / Хӑвӑрпа                | Хӑй(ӗн)пе / Хӑйсенпе                 |
| Лишительный          | Хамсӑр / Хамӑрсӑр                 | Хусӑр хӑвӑнсӑр / Хӑвӑрсӑр              | Хай(ӗн)сӗр / Хӑйсемсӗр               |
| Причинно-целевой     | Хамшӑн / Хамӑршӑн                 | Хушӑн, хӑвӑншӑн / Хӑвӑршӑн             | Хӑй(ӗн)шӗн / Хӑйсемшӗн               |

#### Числительные
Имена числительные делятся на количественные, порядковые, собирательные, разделительные. Количественные числительные имеют полную и краткую форму, которые отличаются долготой согласного звука последнего слога. Например: тӑваттӑ («четыре») и тӑватӑ кушак ҫури («четыре котёнка»).
Числительные изменяются по падежам.
| 0    | 1       | 2     | 3     | 4       | 5      | 6     | 7      | 8           | 9           | 10    |      |
| ---- | ------- | ----- | ----- | ------- | ------ | ----- | ------ | ----------- | ----------- | ----- | ---- |
| нуль | пӗрре   | иккӗ  | виҫҫӗ | тӑваттӑ | пиллӗк | улттӑ | ҫиччӗ  | саккӑр      | тӑххӑр      | вуннӑ |      |
|      | 11      | 20    | 30    | 40      | 50     | 60    | 70     | 80          | 90          | 100   | 1000 |
|      | вун пӗр | ҫирӗм | вӑтӑр | хӗрӗх   | аллӑ   | утмӑл | ҫитмӗл | сакӑр вуннӑ | тӑхӑр вуннӑ | ҫӗр   | пин  |

Счёт идёт в том же порядке, что и в русском: 1926 — пин те тӑхӑр ҫӗр ҫирӗм улттӑ.
Порядковые числительные образуются прибавлением аффикса -мӗш к соответствующей форме количественного числительного. Примеры: «второй» — иккӗмӗш(ӗ); «десятый» — вуннӑмӗш(ӗ).
Собирательные числительные образуются прибавлением аффикса -ӑн (-ӗн) или аффикса 1-го лица -сӑмӑр (-сӗмӗр), 2-го лица -сӑр (-сӗр), 3-го лица -ш(ӗ) к соответствующей форме количественного числительного.
- Примеры: «впятером» — пиллӗкӗн; «(мы) вдвоём» — иксӗмӗр; «(вы) вдвоём» — иксӗр; «(вы) двое, обе» — иккӗшӗ; «десятеро» — вуннӑш(ӗ).

Разделительные числительные обозначают распределение предметов по однородным группам и отвечают на вопрос миҫешер? («по скольку?»). Они образуются от краткой формы количественных числительных с помощью аффикса -шар (-шер).
- Примеры: икшер тӑрӑр — «встаньте по двое», Урамсенче ҫӗршер хунар ҫунать, ҫуртсем ҫине ӳкеҫҫӗ шевлисем (Г. Айхи) — «На улицах по сотне фонарей на каждой, падает их отблеск на дома».

Дробные числительные образуются путём прибавления к количественному числительному (числитель) порядкового числительного (знаменатель). Примеры: пӗрре иккӗмӗш («одна вторая»), иккӗ ҫиччӗмӗш («две седьмых»).

#### Категория принадлежности
В чувашском языке, как и во многих других тюркских языках, есть категория принадлежности, одновременно выражающая и предмет обладания, и лицо обладателя.
| Лицо | Единственное число                              | Значение   | Множественное число                                             | Значение |
| ---- | ----------------------------------------------- | ---------- | --------------------------------------------------------------- | -------- |
| 1    | -ӑм (-ӗм) — после согласных, -м — после гласных | «мой»      | -ӑм-ӑр (-ӗм-ӗр) —после согласных, -м-ӑр (-м-ӗр) — после гласных | «наш»    |
| 2    | -у (-ӳ)                                         | «твой»     | -ӑр (-ӗр)                                                       | «ваш»    |
| 3    | -ӗ — после согласных, -и — после гласных        | «его (её)» | -ӗ — после согласных, -и — после гласных                        | «их»     |

В современной речи форма первого лица используется значительно реже. Примеры:
- Ывӑлӑм — ывӑлу — ывӑлӗ — ывӑлӑмӑр — ывӑлӑр — ывӑлӗ (ывӑл «сын»). «Мой сын, твой сын, его/её сын и т. д.»;
- Чӗкеҫӗм — чӗкеҫӳ — чӗкеҫӗ — чӗкеҫӗмӗр — чӗкеҫӗр — чӗкеҫӗ (чӗкеҫ «ласточка»);
- Лаша — лашу — лаши —лашамӑр — лашӑр — лаши (лаша «лошадь»)[122].

Употребление притяжательных аффиксов в чувашском языке крайне непоследовательно. Н. И. Ашмарин отмечал, что притяжательные аффиксы 1-го и 2-го лица множественного числа практически не встречаются в верховом говоре чувашского языка; аффикс 1-го лица единственного числа также малоупотребителен у верховых чуваш. В низовом наречии их употребление более полно и правильно, хотя и там вышеуказанные аффиксы часто опускаются.

### Синтаксис
Порядок слов чувашского языка — типичный для тюркских языков: глагол стоит в конце предложения (порядок SOV). Иной порядок слов возможен под воздействием прагматических или стилистических факторов. Зависимые элементы в именной и глагольной группах предшествуют главному слову. Чувашский язык относится к языкам номинативного строя. Подлежащее в предложении при любом сказуемом сохраняет единую падежную форму. Пассивных конструкций литературный язык не имеет. Стратегия кодирования глагольных актантов — аккузативная. Относительные предложения используются редко, в связи с чем различные модификаторы предшествуют определяемому слову (например, конвербы).
В структуре словосочетания порядок слов выполняет грамматическую функцию: даже при наличии формальных показателей связи зависимый член располагается впереди главного (чул ҫурт «каменный дом», пысӑк чул ҫурт «большой каменный дом», тӑхӑр хутлӑ пысӑк чул ҫурт «большой каменный дом в девять этажей». В структуре предложения порядок слов, прежде всего, выполняет смысловую функцию.
С его помощью выделяются:
- предмет речи и само сообщение о нём (тема и рема);
- смысловое ядро высказывания.

Вопрос выражается с помощью вопросительных слов и частиц, интонация играет лишь вспомогательную роль. Расположение вопросительных слов в предложении относительно свободное. Вопросительные же частицы, как и показатели отрицания, соотнесённого с высказыванием, примыкают только к сказуемому. Отнесение вопроса к тому или иному элементу предложения достигается словопорядком.

### Лексика
Примерно две трети чувашских лексем, используемых его носителями в повседневном общении, имеют исконное происхождение и восходят к пратюркскому языку. Наиболее частые источники заимствованной лексики — русский и татарский языки. В основном через посредство татарского в чувашский проникала лексика арабского и персидского происхождения. Частично через татарский и частично напрямую в чувашский заимствовалась среднемонгольская лексика. Лексические заимствования из соседних финно-угорских языков немногочисленны (несколько десятков марийских заимствований, не более десятка пермских; заимствования из мордовских единичны). К более древнему слою относятся заимствования, восходящие к периоду пребывания булгар, предков чувашей, в Предкавказье. Это, в первую очередь, заимствования из осетинского языка и некоторых соседних языков (по-видимому, через осетинское посредство).

#### Сравнительная лексика с тюркскими языками на примере названий цветов
| Русский      | Чувашский             | Татарский      | Киргизский     | Казахский | Якутский   | Турецкий   | Этимология чувашского слова | Пример |
| ------------ | --------------------- | -------------- | -------------- | --------- | ---------- | ---------- | --- | ------ |
| «Красный»    | хӗрлӗ*                | кызыл          | кызыл          | қызыл     | кыһыл      | kırmızı    | Общетюркское, типичный для чувашского языка переход фонемы [z] в [r], связанный с булгарским ротацизмом |        |
| «Розовый»    | кӗрен*, шупка хӗрлӗ** | ал             | кызгылт        | алқызыл   | оруосабай  | pembe      | Изучение этимологии слова кӗрен приводит к монгольскому языку, где похожее слово обозначает коричневую (бурую) масть лошади; из древнечувашского это слово также попало в венгерский как görény - - слово шупка связано с горномарийским словом шапка («бледный») |        |
| «Жёлтый»     | сарӑ*                 | сары           | сары           | сары      | саһархай   | sarı       | Общетюркское |        |
| «Зелёный»    | симӗс*, ешӗл**        | яшел           | жашыл /джашыл/ | жасыл     | от куөҕэ   | yeşil      | Этимология не ясна; возможно, от горномарийского симсы («бирюзовый, синий») или от чувашского ҫимӗҫ — зелень. - - Общетюркское |        |
| «Синий»      | кӑвак*                | зәңгәр, күк    | көк            | көк       | күөх       | mavi       | Общетюркское, встречается также в монгольских языках; из древнечувашского языка слово попало в венгерский |        |
| «Голубой»    | сенкер*, ҫутӑ кӑвак** | зәңгәр         | көгүлтүр       | көгілдір  | күөх       | gök mavisi | Общее для многих тюркских языков слово происходит из персидского языка |        |
| «Белый»      | шурӑ*                 | ак             | ак             | ақ        | үрүҥ       | beyaz      | Этимология не ясна; возможно, от йур — снег (beyaz — yaz — yur — shur) |        |
| «Серый»      | сӑрӑ*                 | соры           | боз; сур       | сұр       | бороҥ, сур | gri        | Общетюркское |        |
| «Чёрный»     | хура*                 | кара           | кара           | қара      | хара       | kara       | Общетюркское, встречается также в монгольских языках |        |
| «Коричневый» | хӑмӑр*                | коңгырт, көрән | күрөң          | қоңыр     | хоҥор      | kahverengi | Общетюркское; в монгольском — хонгор («светло-рыжий, саврасый»), от прототюркского кондор — бобер (бобровый цвет) |        |

## История изучения
Лингвистическое изучение чувашского языка началось в XVIII веке, первая печатная грамматика появилась в 1769 (Вениамин Пуцек-Григорович). Появление первых словарей относится ко второй половине XVlll века. Начавшаяся христианизация народов Поволжья потребовала изучения их языков, в связи с чем составляются грамматики и словари. К грамматике 1769 года приложением был дан довольно значительный по тем временам Чувашско-русский словарь. Хотя фонетический облик чувашских слов зачастую передавался весьма приблизительно, в истории изучения чувашского языка она оставила заметный след. В течение более чем полувека эта работа служила почти единственным пособием для знакомства учёного мира с чувашским языком. На основе представленного в ней материала некоторые языковеды ещё в то время стали приходить к выводу, что язык чувашей относится к тюркской группе языков. Ориентация грамматики 1769 года на русскую графическую систему сохранилась во всей дальнейшей истории чувашской письменности.
В течение 18-го столетия чувашская лексика находит отражение ещё в нескольких печатных и рукописных словарях, в частности в Сравнительных словарях всех языков и наречий Екатерины 2. Однако в силу незначительности представленного в них материала, а также из-за несовершенства лексикографической подачи слов эти словари не смогли оставить какого-либо заметного следа в изучении чувашского языка.
Более полно лексический материал был представлен в Словаре языков разных народов в Нижегородской епархии обитающих, именно: россиян, татар, чувашей, мордвы и черемис, составленном под руководством Д. С. Руднева (епископа Дамаскина) в 1785 году. В чувашской переводной части этого словаря содержится более 10 тысяч слов. К сожалению, словарь остался в рукописи. Не был опубликован также и другой значительный по объёму «Словарь языка чувашского», составленный, по всей вероятности, одновременно с пятиязычном словарём Д. С. Руднева и включающий до 3 тысяч слов.
В XIX веке сведения о чувашском языке продолжают пополняться и уточняться. В 1836 году под названием «Начертание правил чувашского языка и словарь, составленный для духовных училищ Казанской епархии» (труд В. П. Вишневского) выходит вторая печатная грамматика, содержащая довольно обстоятельные сведения о морфологической структуре основных разрядов слов и включающая до 3 тысяч единиц в словарной части.
В 1875 году появляется Корневой чувашско-русский словарь Н. И. Золотницкого. Помимо русского перевода, в этом словаре даются лексические параллели к чувашским словам в соседних языках — тюркских и финно-угорских. Работа по сбору и систематизации чувашской лексики проводилась также рядом зарубежных учёных, главным образом венгерских. В 1906 году венгерский учёный Золтан Гомбоц публикует трёхъязычный Чувашско-русско-мадьярский словарь. По объёму он был невелик. Словарь содержит указания на тюркские и монгольские параллели к чувашским словам, а также этимологию некоторых слов. Гораздо полнее оказался вышедший в Будапеште в 1908 году Чувашско-мадьярско-немецкий словарь Хейкки Паасонена. Полнота представленного материала, безупречная фонетическая передача слов, а также этимологические ссылки делали этот словарь одним из надёжных источников изучения чувашской лексики.
Из отечественных двуязычных словарей, изданных до революции, наиболее полным оказался вышедший в 1910 году в Казани Русско-чувашский словарь Н. В. Никольского. Источником для этого словаря явились не только живой народный язык, носителем которого был сам составитель, но и вся накопившаяся к тому времени письменная литература на чувашском языке. В связи с этим впервые в словарь вошли термины по некоторым отраслям знания.
Изменения, происшедшие в чувашском литературном языке в советский период, впервые нашли отражение в Чувашско-русском словаре В. Г. Егорова, изданном в 1936 году (второе исправленное издание вышло в 1954 году). Наиболее значительным достижением чувашской лексикографии явилось издание 17-томного Словаря чувашского языка языковеда-тюрколога, члена-корреспондента АН СССР Н. И. Ашмарина. Первые два тома этого словаря, вышедшие в 1910—1911 годах, были переизданы в 1928—1932 годах в Казани, последующие тома издавались в Чебоксарах (последний том вышел в свет в 1950 году). Словарь Н. И. Ашмарина содержит богатейший лексический материал по языку (около 40 тысяч слов) и, ввиду снабжения её значительным количеством иллюстративных примеров из живой народной речи, является энциклопедией дореволюционного чувашского быта, в нём широко представлены топонимы, а также старинные чувашские языческие имена.
В 1920-х годах начинается работа по упорядочению терминологической лексики. Обобщение этой работы в 1930-х годах позволило осуществить издание терминологических словарей чувашского языка.
В уяснении этимологии чувашского языка во второй половине XX века в первую очередь отличились В. Г. Егоров, являющийся автором Этимологического словаря чувашского языка 1964 года и М. Р. Федотов (Этимологический словарь чувашского языка 1996 года издания; Словарь чувашских нехристианских личных имён, вышедший в 1998 году и содержащий информацию о происхождении малоупотребляемых ныне чувашских имён).
В XX веке огромный вклад в изучение чувашского языка также внесли Т. М. Матвеев (Грамматика чувашского языка 1919), Н. К. Дмитриев (большой Русско-чувашский словарь 1951), М. Я. Сироткин (Чувашско-русский словарь 1961 года), И. А. Андреев (Русско-чувашский словарь 1971 года; Чувашско-русский 1982 года), Йоханнес Бенцинг (Немецко-чувашский словарь 1943 года), М. И. Скворцов (Русско-чувашский словарь, 2002; Чувашско-татарский словарь, 1994); Русско-чувашский словарь социальной лексики, 2004), Г. А. Дегтярёв (Словарь неологизмов чувашского языка, 2003), Э. В. Фомин и А. М. Иванова (Ретроспективный толковый словарь чувашского языка, 2010), А. В. Блинов (Чувашско-эсперантский словарь, 2020) и другие исследователи.

### Научные труды
- Гаджиева Н. З. К вопросу о классификации тюркских языков и диалектов. // (Теоретические основы классификации языков мира. — М., 1980. — С. 100—126)
- Баскаков Н. А. К вопросу о классификации тюркских языков.
- Поппе Н. Н. О родственных отношениях чувашского и тюрко-татарских языков. Чебоксары, 1925.
- Поппе Н. Н. Чувашский язык и его отношение к монгольскому и тюркским языкам.

### Учебные материалы и словари
- Самоучитель чувашского языка. Викиучебник на сайте «Викикниги».
- Чувашско-русский словарь. Архивировано из оригинала 6 апреля 2019 года..
- Краткий русско-чувашский словарь наиболее употребительных слов. Под редакцией Сергеева Л. П., Васильевой Е. Ф.